# Zsolna
Zsolna (szlovákul: Žilina kiejtéseⓘ, németül: Sillein, lengyelül: Żylina, latinul: Solna) város Szlovákiában. A Zsolnai kerület és a Zsolnai járás székhelyeként a térség közigazgatási, ipari és oktatási központja, 2008 óta pedig a Zsolnai egyházmegye székhelye. Az Északnyugati-Kárpátok ölelésében, a cseh és a lengyel határ közelében fekvő város egy természetes kereszteződésben alakult ki. Oroszországot, a Baltikumot köti össze Magyarországgal és Dél-Európával. Ma fontos vasúti és közúti csomópont, itt találkoznak a VA és a VI-os páneurópai folyosók.
Először 1208-ban említik „t(er)ra de Selinan” néven. Mai neve a szláv Žela személynévből képzett Želinany helynévből alakult ki. Első, ma is használatos címere 1379-ből származik. Károly Róbert 1321-ben szabad királyi városi rangot adományozott a településnek, míg utóda, Nagy Lajos 1381. május 7-én kiadott Privilegium pro Slavis kiváltságlevele egyenlő jogokkal ruházta fel szláv és német lakosságát. Zsolna virágkorát a 17. században élte, majd rövid hanyatlás után, a vasút megépülése által (1872) ismét fellendült gazdasága. A 2000-es években létesített autógyára gazdasági szerepét tovább erősítette. A 20. században két alkalommal volt Szlovákia fővárosa.
A városban 2009-ben 85 399-en laktak, ezzel az ötödik legnépesebb város Szlovákiában.

## A város jelképei
Zsolna címerében arany kiszélesedő végű kettős kereszt gyökerekkel olívazöld mezőben, a pajzson a felső rövidebb szárakat két csillag szegélyezi. A kettős kereszt mint jelkép a bizánci időkre nyúlik vissza. Magyarországra az Árpád-házi uralkodók dinasztikus kapcsolatainak révén kerülhetett.
A város zászlaja kétszínű. A felső része arany, míg az alsó része olívazöld. Az arany sáv árbóc részén található a címer, amely az aranycsík magasságának háromnegyedét teszi ki. A zászló arányai 3:2. Korábbi zászlajában a két szín felváltva szerepelt a többszörösen osztott zászlóban.
Zsolna mai pecsétje kerek, középen a város címere, míg körülötte a „SIGILLUM ∙ CIVIUM ∙ DE ∙ ZILINA +” szöveg áll. A Zilina Z betűje fordított. Legrégibb ismert pecsétjében koragótikus pajzson gyökeres kettős kereszt, a pajzs felső sarkaiban pedig két csillag, a ma is használatos címer látható. Ez alapján feltételezik, hogy a várossá válás folyamata még az Árpád-ház kihalása előtt végbement. Körirata: SIGILLVM∙CIVIVM∙DE∙ZILINA. Első megjelenése Zsolna város polgárainak pecsétjében egy bizonylaton volt, amit 1379. március 8-án bocsátottak ki. A jelenlegi címer zöld pajzsa az 1523-as privilégiumból ered, amely engedélyezte a zöld viasz használatát.

## Fekvése

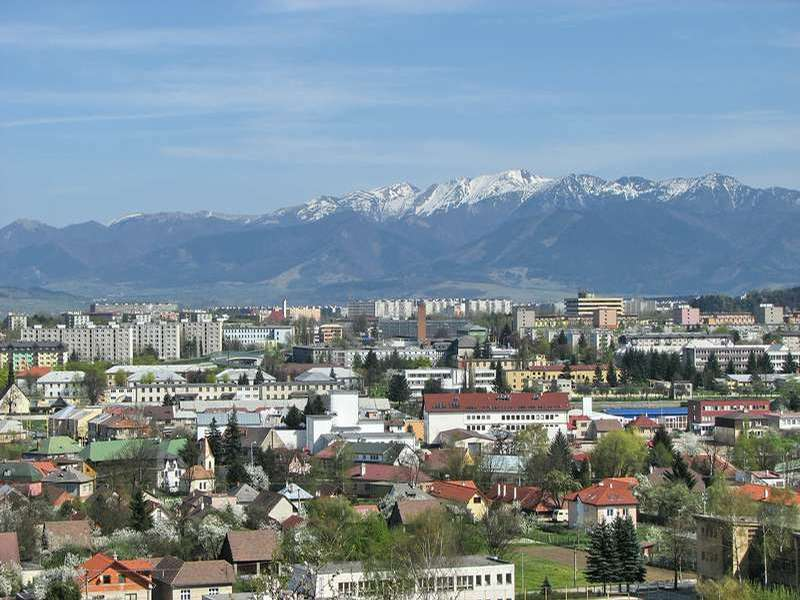
A város látképe

Zsolna Szlovákia északnyugati részén, Pozsonytól 200 km-re északra, 378 méter tengerszint feletti magasságban fekszik. Közigazgatási területe 80,028 km².
A Vág folyó völgyében, a Zsolnai-medencében, a Kiszuca és a Rajcsanka-patakok találkozásánál elterülő várost az Északnyugati-Kárpátok vonulata veszi körül, délkeleten a Kis-Fátra, délnyugaton a Sztrázsó- és a Szulyói-hegység, északon a Jávornik, északkeleten a Kiszucai-hegység, melyek gránit talapzatát foltokban mészkő, dolomit, márga és homokkő rétegek borítják.
A Vágon létesített két vízerőműve közül a Zsolna-erőmű a várostól keletre, míg a Ricsó-erőmű a várostól nyugatra helyezkedik el. A Zsolna-erőmű 2,55 km² területű mesterséges víztározója 18 151 000 m³ térfogatú, míg ugyanezen adatok a Ricsó-erőmű víztározójának esetében 2,53 km² és 8 467 000 m³. A Vág partja egyben turisztikai célpont is.

## Éghajlata
Zsolna az északi mérsékelt övben, kontinentális éghajlaton fekszik. Az átlagos legmagasabb nyári hőmérséklet (júliusban) 17,3 °C, míg a leghidegebb téli átlagos hőmérséklet (januárban) -3,1 °C. Az évi csapadék mennyisége átlagosan 760–780 mm, a legkevesebb júliusban hullik, átlagosan 104 mm. Évente átlagosan 60 havas nap van.
| Hónap                         | Jan. | Feb. | Már. | Ápr. | Máj. | Jún. | Júl. | Aug. | Szep. | Okt. | Nov. | Dec. | Év   |
| ----------------------------- | ---- | ---- | ---- | ---- | ---- | ---- | ---- | ---- | ----- | ---- | ---- | ---- | ---- |
| Átlagos max. hőmérséklet (°C) | 0,9  | 3,7  | 8,7  | 14,0 | 19,6 | 22,2 | 24,0 | 24,2 | 19,2  | 14,0 | 6,4  | 1,9  | 13,3 |
| Átlagos min. hőmérséklet (°C) | −5,8 | −4,6 | −1,3 | 2,5  | 7,3  | 10,1 | 11,5 | 11,2 | 8,0   | 3,9  | −0,1 | −3,7 | 3,3  |
| Átl. csapadékmennyiség (mm)   | 45   | 34   | 40   | 51   | 79   | 96   | 93   | 83   | 71    | 49   | 54   | 54   | 749  |
| Forrás: Világmeteorológia     |      |      |      |      |      |      |      |      |       |      |      |      |      |

## Története

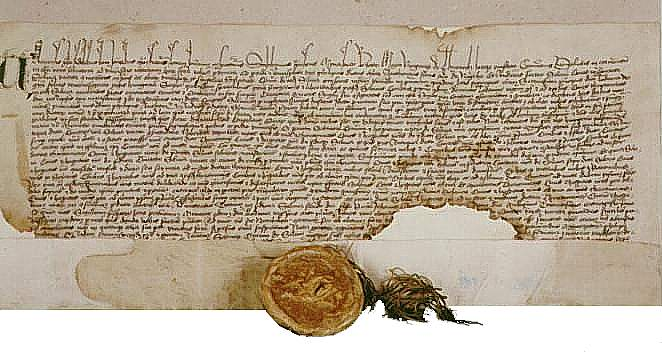
I. Lajos 1381-ben kiadott Privilegium pro Slavis kiváltságlevele

### Őskor és ókor
Területe már az őskorban lakott hely volt. Závodie városrészben a kőkorból származó leleteket találtak.

### Középkor
A Frambor-dűlőben 5-6. és 9. századi, a Pod Bôrikom dűlőben 9. századi települések nyomait találták. A Šefranica dűlőben 9-11. század közé keltezhető köpűs nyílhegyet találtak. A belvárosban O. Šedo 1974-ben a város 13-14. századi előzményeire bukkant.
A város első írásos emléke 1208-ból való, amikor Tamás nyitrai ispán okiratában szerepel „terra de Selinan” (Zsolnai föld) alakban. A korai Árpád-korban a nyitrai püspök birtoka volt, de fejlődésnek csak a tatárjárás után, a sziléziai németek betelepedése után indult.

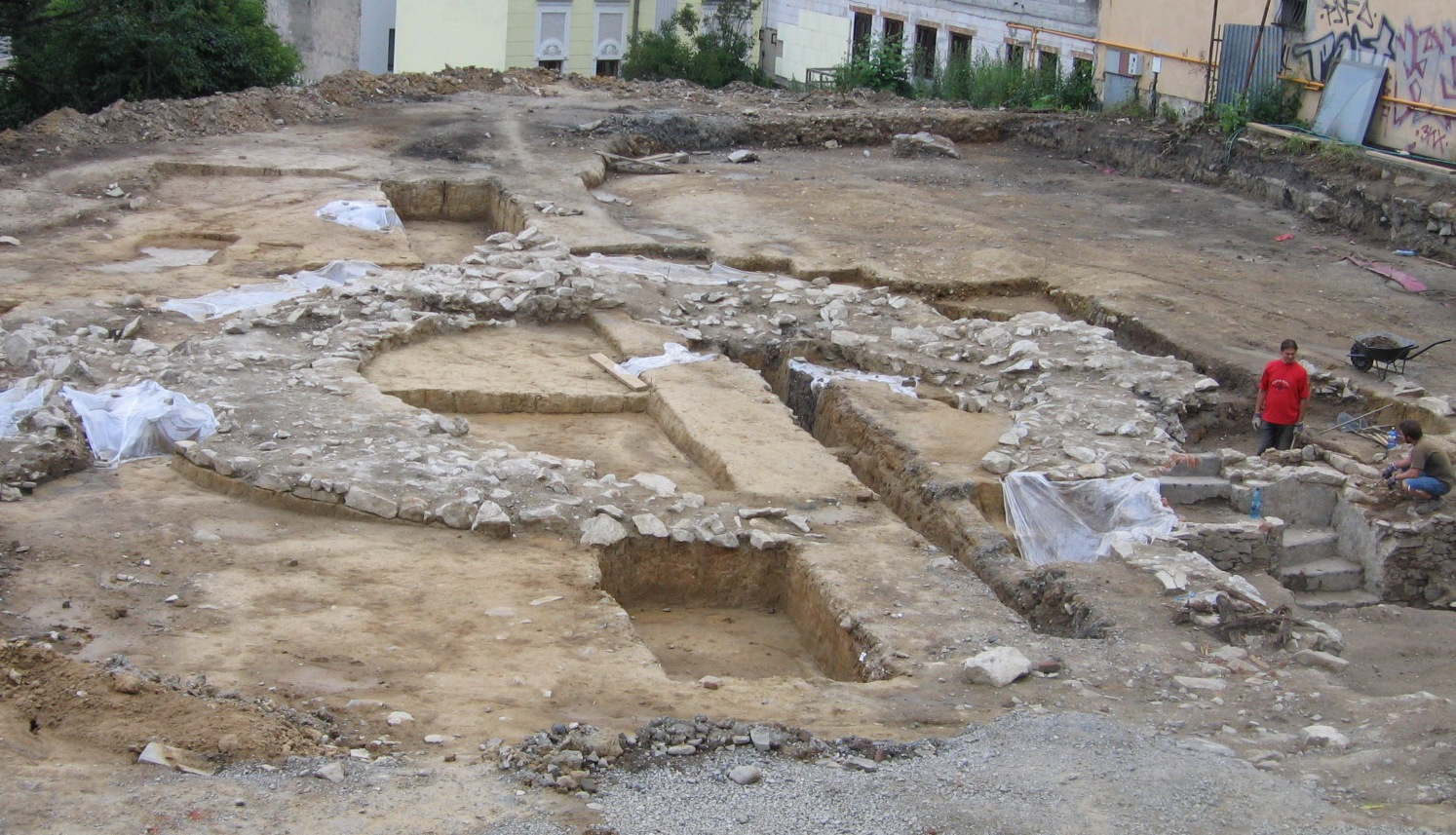
A Zsolnai vár egy részének régészeti vizsgálata

A 13. század folyamán a Magyar Királyság részeként közigazgatási központ volt. A város egyik legrégibb épülete, a Szent István-templom a század elején, míg a zsolnai vár a század második felében épült, amely a mai főtértől keletre állott. Királyi várként a Besztercei ispánság tartozéka volt. A helyén épült fel a plébániatemplom a Vág partján. Erődítéseinek egy része ma is látható. A 13. században kezdték el építeni a környék várait: Ricsó, Zsolnalitva stb.

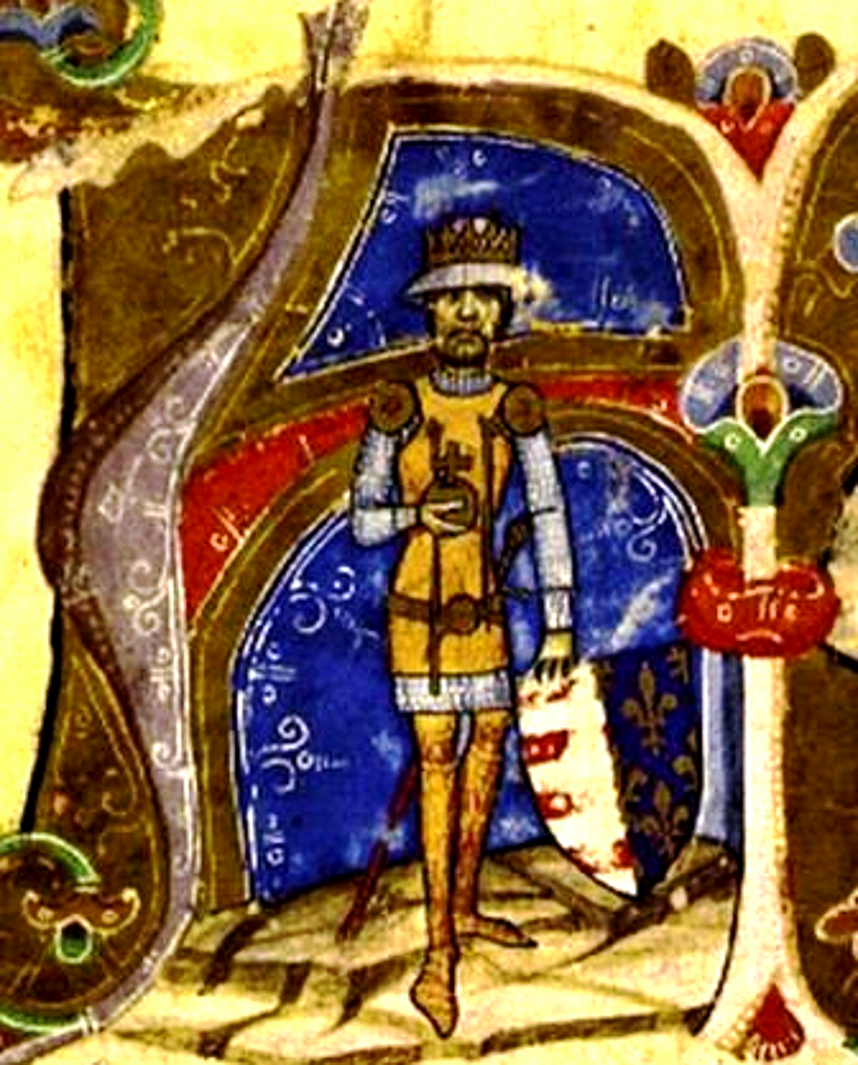
Károly Róbert

Zsolnát városként a 14. század elején, 1312-ben említik először, majd 1321. július 12-én Károly Róberttől szabad királyi városi rangot kapott.

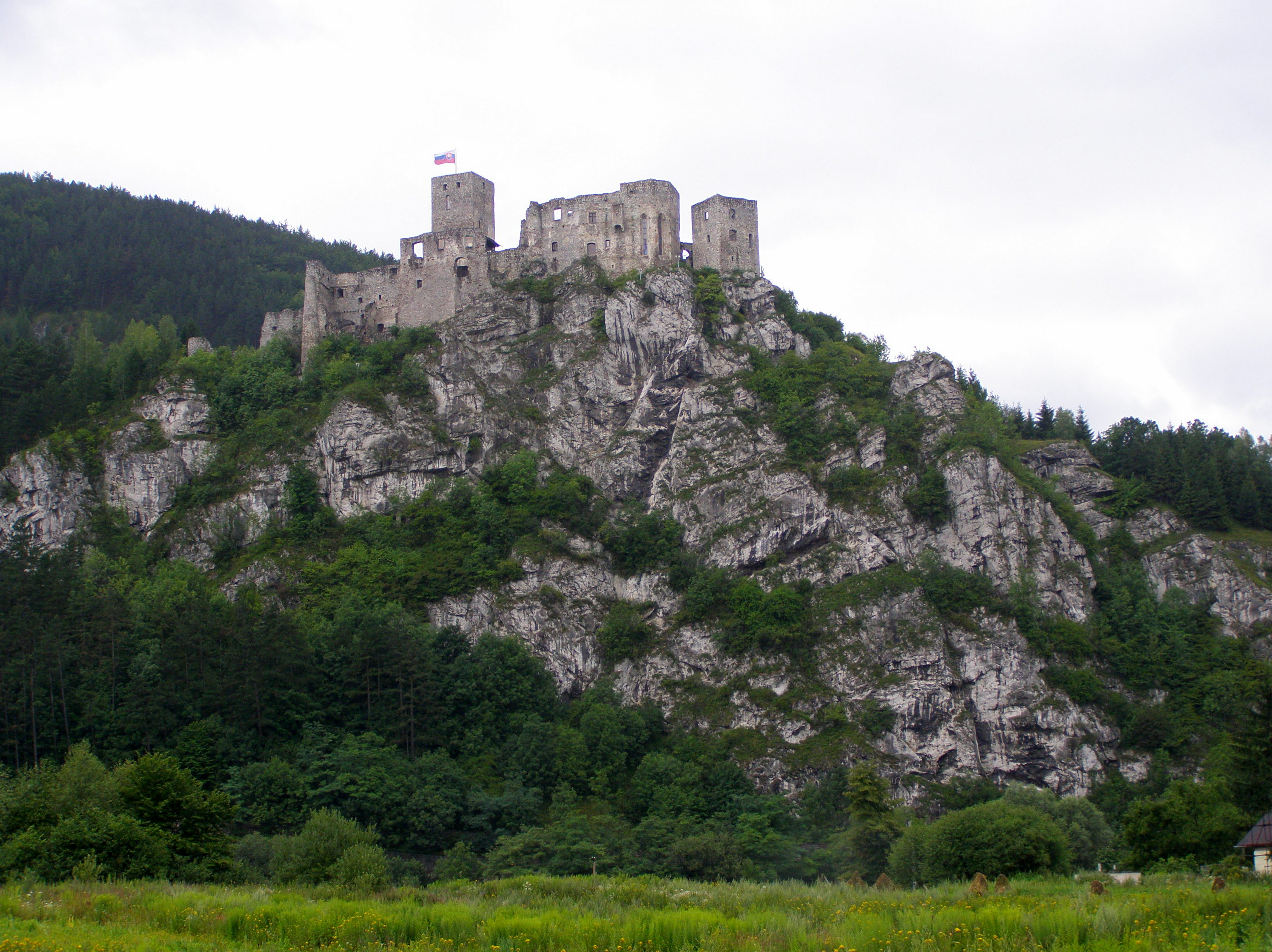
Sztrecsény vára

Lukovai Miklós 1378-ban lemásolta a magdeburgi törvényt, amelyet a német telepesek hoztak magukkal Teschenből (ma Český Těšín). Ez volt Zsolna városának könyve (Žilinská mestská kniha), amely az egyik legrégibb szlovák nyelvi emlék. A következő év március 8-án készült az az irat, amelyen a ma is használt címer szerepelt. Nagy Lajos, amikor 1381. május 7-én itt járt, kiadta a Privilegium pro Slavis oklevelet, amelyben egyenlő jogokat biztosított a németek és a szlávok számára. A városban akkoriban fele-fele arányban éltek németek és szlávok. A polgármestert évente választották, aki egy évig német, egy évig szláv volt. Ebben az időben kezdett el fejlődni a város. 1357-ben vásártartási jogot kapott, 1364-ben pedig elkészült a Kassát a Vág völgyével összekötő út is.
A husziták kétszer, 1431-ben és 1434-ben is felégették a várost, ami ezután hanyatlani kezdett. A háborúk során német lakossága eltűnt. Zsigmond király megerősíttette a várost. Mátyás király megengedte a városnak, hogy Mihály-napon vásárt tartson. A király halála után zavaros helyzet alakult ki az országban, köztük a városban is, amely végül a sztrecsényi vár uradalmának lett a része.

### Újkor
A kereskedelemnek köszönhetően a város a 15. században kezdett újra fejlődni, erre egy 1488-ban kelt levél is utal. A polgárok és a nemesség közti konfliktus 1508-ra megszűnt, azonban 1526-ban a mohácsi csata után Zsolna elvesztette szabad királyi városi címét. 1542-ben először említették a Zsolnai Gimnáziumot. A nagybiccsei állami levéltárban őrzött Zsolnai könyvbe 1561-ben írtak utoljára. A Szent Balázs napján tartandó vásárt 1568-ban engedélyezte a városnak Miksa magyar király. A következő évben jóváhagyta a textilgyártók letelepedését, aminek következtében fellendült a 17. század folyamán a textilipar. 1587-ben először tört ki pestisjárvány a városban.

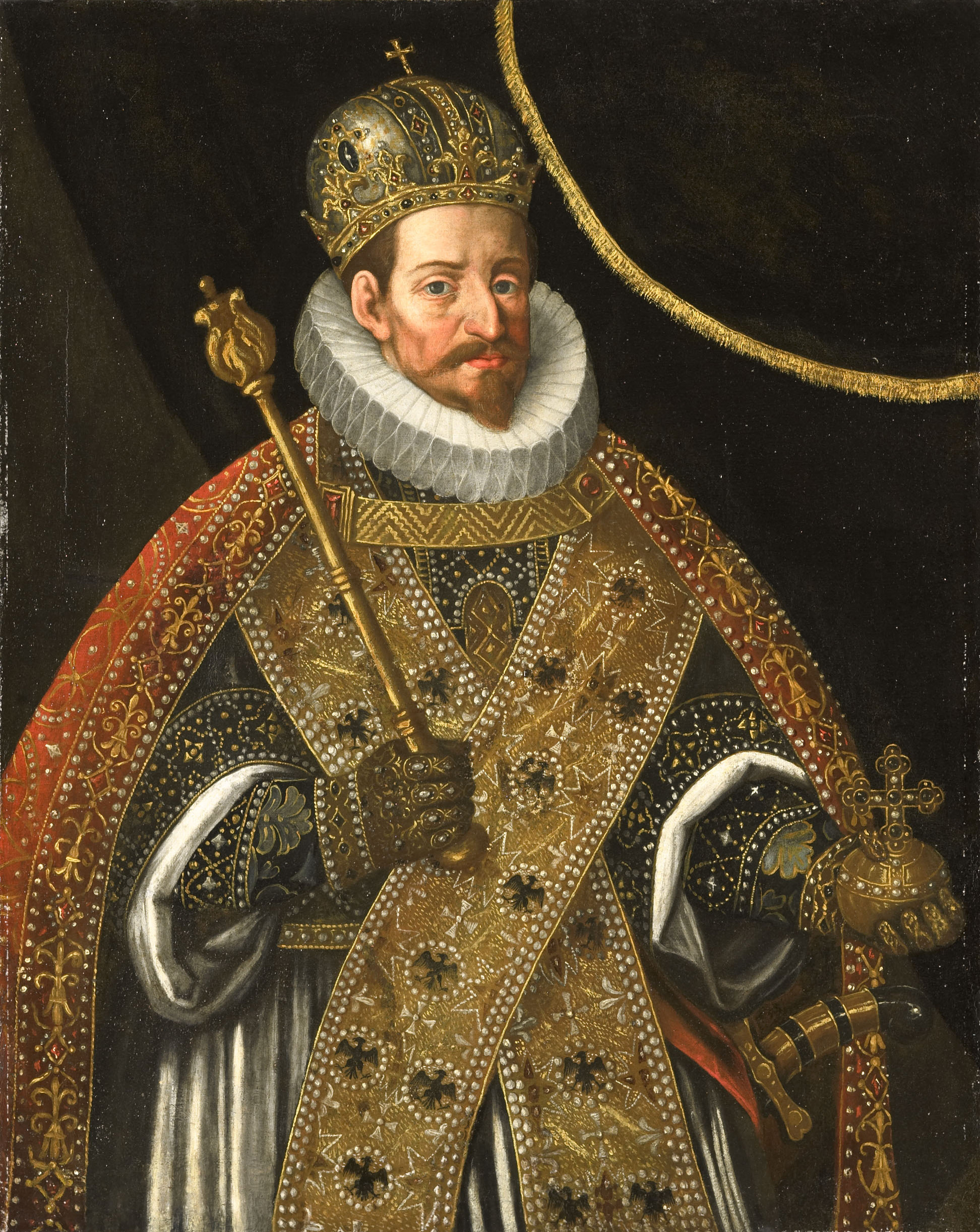
II. Mátyás magyar király

II. Mátyás magyar király uralkodása alatt a városban fejlődött a kereskedelem, az oktatás és a tudomány. 1609 elején engedélyezte vásár tartását Szent Luca napján és eltörölte a polgároknak a korábbi Magyar Királyság által kivetett adók megfizetését. A következő évben a zsolnaiak szabadon kereskedhettek szövetáruval a városban és környékén. 1610. március 28. és 30. között Thurzó György nádor kezdeményezésére és elnökletével evangélikus zsinatot tartottak a városban, amin tíz északnyugati vármegye lutheránus gyülekezetei képviseltették magukat. A gyűlésen három egyházkerületet hoztak létre, ami fontos előrelépést jelentett a magyarországi evangélikus egyházszervezet kialakulásában. A városi vízhálózatot 1613-ban építették ki facsövekből, amelynek nyomait 1995-ben a régészek megtaláltak. I. Lipót magyar király 1657-ben marhavásárok megtartását engedélyezte Zsolnán, majd két évvel később eltörölte a vámot, melyet Zsolna polgárai addig nem csak a hidakon, de a kompokon is fizettek az átkelésért. 1665-ben nyitotta meg kapuit az első nyomda a városban. 1678-ban egy tűzvészben elpusztult a város, de hamar újjáépítették. 1686-ban jezsuiták érkeztek Zsolnára, majd öt évvel később egy gimnáziumot alapítottak a mai árvaház területén. A század végén a városban több barokk épület épült, illetve több kolostort alapítottak.

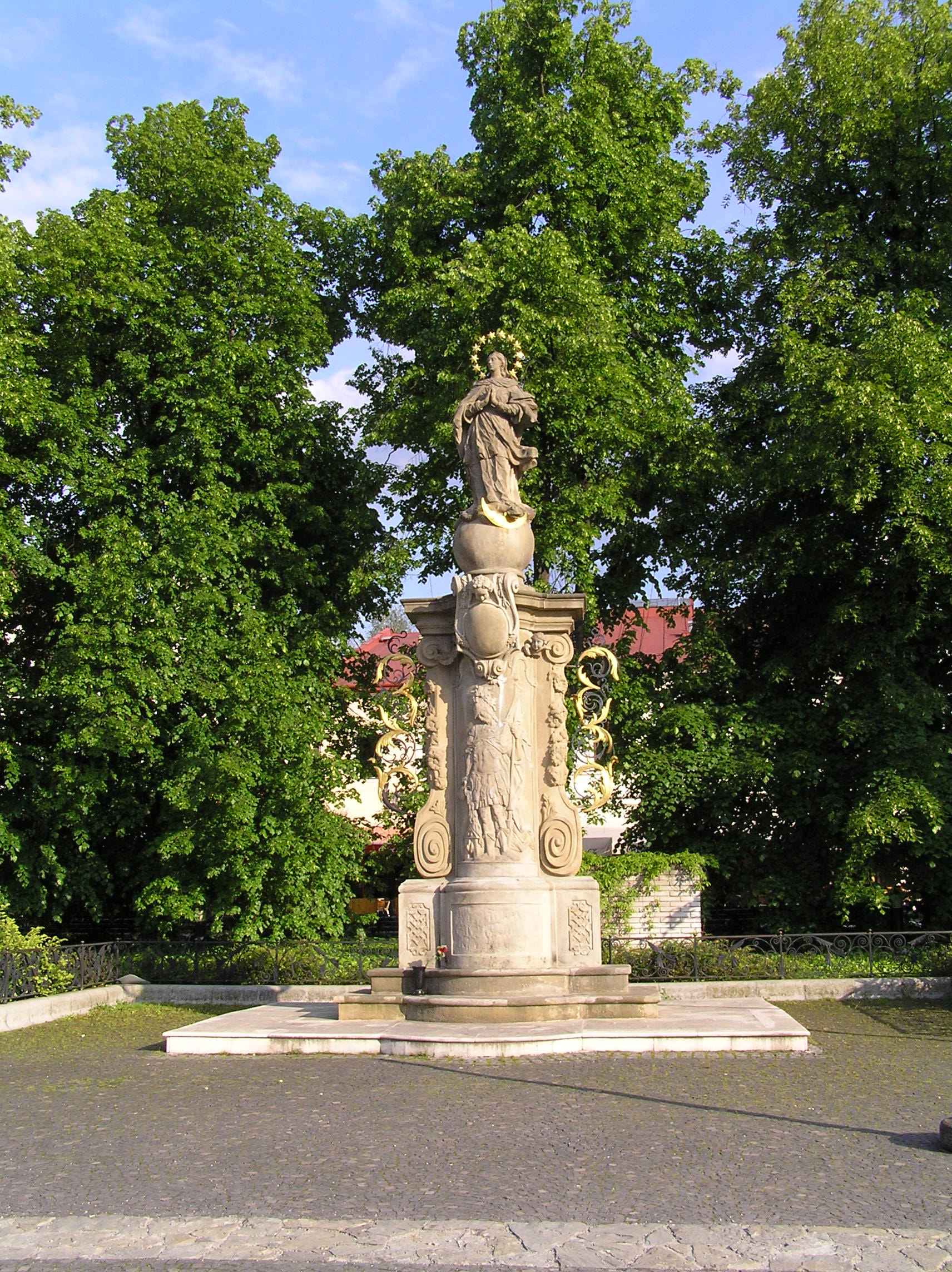
Szűz Mária-szobor

A dokumentumok szerint 1700-ban a városban 2682-en laktak. 1704-ben letelepedtek a ferences szerzetesek, akik megalapították a Szent Borbála-kolostort. A század elején a város környékén tevékenykedett Juraj Jánošík, aki Terhelyen született, és aki később „a szlovák Robin Hood” gúnynevet kapta. III. Károly magyar király 1712-ben engedélyezte a városnak, hogy minden év Szent István napján vásárt tartson. 1738-ban a Mária téren felállították a Szűz Mária-szobrot, amelyet a sikeres rekatolizáció emlékére emeltek. Az adatok szerint 1730-ban csak néhányan vallották magukat protestánsnak, majd a 19. században már nem is említettek ilyen felekezetű embert a városban. A város első térképét 1747-ben Mihal Rutkaj-Nedecki geográfus készítette. Három évvel később megnyílt a városban az első postaállomás. A következő két évszázadban hanyatlani kezdett a város, a kereskedelem.
A 18. század végén Vályi András így ír róla: „ZOLNA. Solna. Tót Mező város Trentsén Várm. földes Ura Hg. Eszterházy Uraság, lakosai katolikusok, fekszik Sztrazor mellett, Bánova, ’s Bicsiczához nem meszsze, Oskolája jeles; 3 nyomásbéli határja síkos, földgye jó, rozsot, és árpát leginkább terem, a’ káposztatermesztésről nevezetes, erdeje van, országos vásárjai, és borral való kereskedése jó, piatza helyben; Vágvizének áradásaitól gyakran károsíttatik.”
A város a 19. század közepén elvesztette stratégiai jelentőségét. 1848-ban egy tűzben a két főkapu elpusztult.

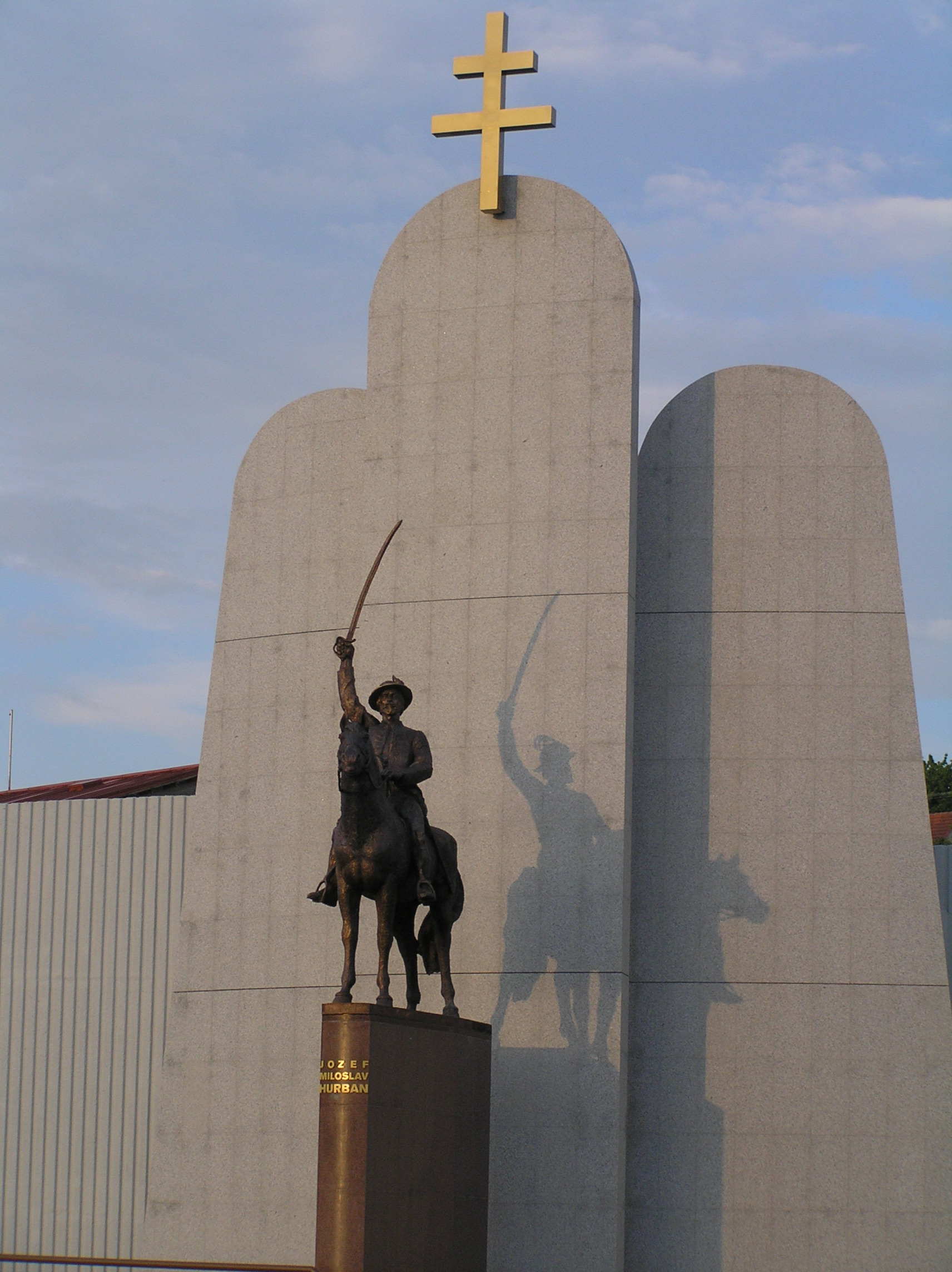
Jozef Miloslav Hurban emlékműve Budatin városnegyedben.

1848. október 27. és november 1. között Zsolna város polgársága Bittsánszky János polgármester és Kalina Ignác városi kapitány vezetésével megtagadta az osztrák sereg élelemmel és lovakkal történő ellátását, amiért őket börtönnel fenyegették. Az ellátmány nélküli sereg rekvirálásokba kezdett, majd újabb követeléseiket a város újra és újra megtagadta. 1848. december 12-én a Morvaországból támadó, szlovák önkéntesekkel megerősített osztrák csapatok megtámadták a Vág budatini hídját őrző magyar egységet, melyet azok még visszavertek. 1849. január 2-án azonban a jórészt szlovák származású nemzetőrökből és néhány magyar honvédből álló rosszul felfegyverzett csapat a második budatini csatában gyakorlatilag harc nélkül vonult vissza az osztrák Götz csapatai elől. Erre a csatára emlékezik a szlovák felkelők vezérének, Hurbannak itt felállított emlékműve. 1849. január 4-én a mai Szűz Mária téren Ľudovít Štúr és Hurban beszédet tartottak.
Fényes Elek 1851-ben kiadott Magyarország geographiai szótárában így jellemezte a várost:
„Trencsén vm. északi részén, egy kőfallal körülkeritett privilegiált város, tulajdon tanácscsal. Fekszik a Vágh bal partján, egy termékeny síkságon. Lakosai többnyire tótok, és katholikusok: u. m. 2467 kath., 6 evang., 22 zsidó. Nevezetességei közé tartoznak a kath. négy templomai, mellyek közül egy parochiális, egy a jesuitáké volt, egy pedig sz. Ferencz szerzeteseké, kiknek itt monostorjok van; a kath. gymnasium, mellyben a sz. ferencziek tanitanak; normalis oskola, nagy sóház, katonai raktárak, posta és harminczadhivatal, gyógyszertár, derék hid a Vághon által. Négyszegü piacza tágas, s az itt lévő házak átaljában véve erkélyekkel ékeskednek. Földe termékeny, különösen jó rozsot és árpát terem, mellyből főzik aztán a zsolnaiak elhíresedett sörüket. Káposztája is kapós. Kereskedése, kivált a borra, fára, vászonra, gabonára nézve elénk. Emlitést érdemel az, hogy 1710-ben [valójában 1610-ben] az evangelikusok itt híres zsinatot tartottak, és hogy ezelőtt itt nékiek virágzó oskolájok s könyvnyomdájuk volt. Földes ura h. Eszterházy.”
1858 január 15-én földrengés, majd 1886. augusztus 11-én ismét tűzvész pusztított Zsolnán. A város a vasút megépülésétől, 1872-től kezdve, ismét fejlődésnek indult. Ekkor adták át a Kassa–Oderbergi Vasutat, majd 1883-ban vasúti összeköttetés volt Pozsonnyal, 1899-ben pedig Rajeccel. A vasút miatt új gyárakat alapítottak: Szlovena textilgyár (1891), Vág Menti Vegyiüzem (1892). 1903-ban itt rendezték a Felvidék legnagyobb vásárát, amely a környék fejlődését mutatta be.

### A 20–21. század

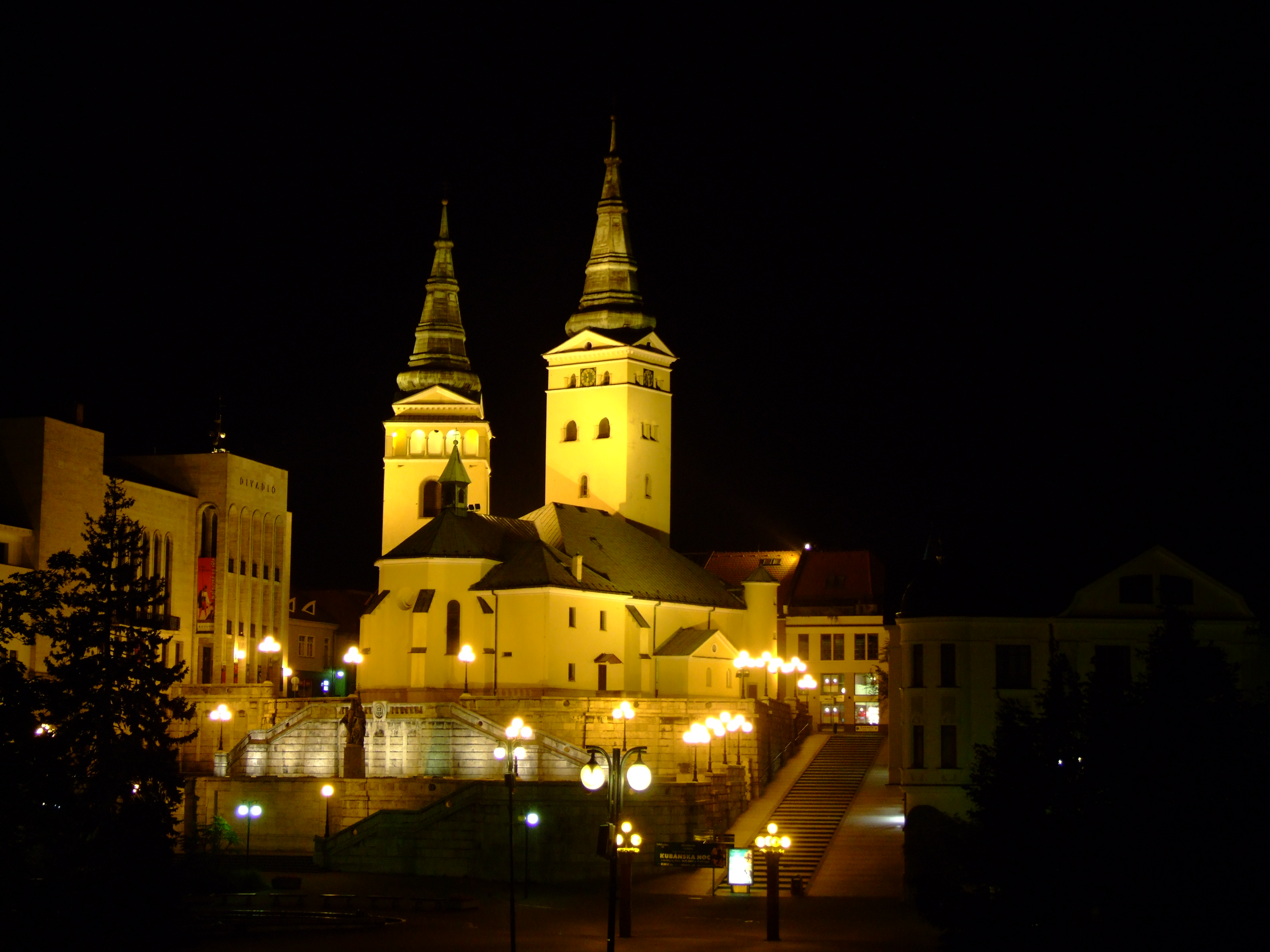
A főtér éjszaka

Az első világháború után, 1918. október 28-án, Prágában kikiáltották a Csehszlovák Köztársaságot. Két nappal később a szlovákok képviselői Turócszentmártonban kiadták a turócszentmártoni deklarációt, amelyben csatlakoznak az új államhoz, így Zsolna is Csehszlovákia része lett. A város egy évig, 1919 márciusáig volt a köztársaság szlovák részének fővárosa. A csehszlovák hatalom erőteljes központosításra törekedett, amely 1928-ra fejeződött be. Ekkor négy körzetre osztották az országot, és Zsolna a Szlovák Kerület része lett. 1938. szeptember 29-én, a müncheni egyezmény aláírása után, Csehszlovákiát felosztották. Október 6-án Zsolna lett az autonóm Szlovák Köztársaság fővárosa, amelynek a vezetője Jozef Tiso lett, aki fél évvel később, 1939. március 14-én kikiáltotta az önálló Szlovák Köztársaságot.
A fasiszta szlovák állam közigazgatási felosztásában Zsolna Trencsén megye székhelye lett, és mivel közel volt a német határhoz, egy biztonsági zóna része is volt. A szlovák nemzeti felkelés 1944 augusztus és októbere között felszabadította a várost. A háború végén a szovjetek szállták meg a területet, majd Zsolna az újjászervezett Csehszlovákia része lett.
A város 1949-től ismét a Zsolnai Kerület székhelye lett, ám az 1960-as közigazgatási reform ismét megfosztotta rangjától, s a besztercebányai székhelyű Közép-Szlovákiai Kerület Zsolnai járásának székhelye lett. A szocialista tervgazdálkodás időszakában a város jelentős fejlődésen ment keresztül. Fejlesztették iparát, oktatási és kulturális intézményeit, nagymértékű lakásépítést folytattak. Ekkor létesítették Hliny, Vlčince, Solinky és Hájik lakótelepeit. A Zsolnai Egyetemet 1960-ban hozták létre. Repülőterét az 1970-es évek elején kezdték építeni.

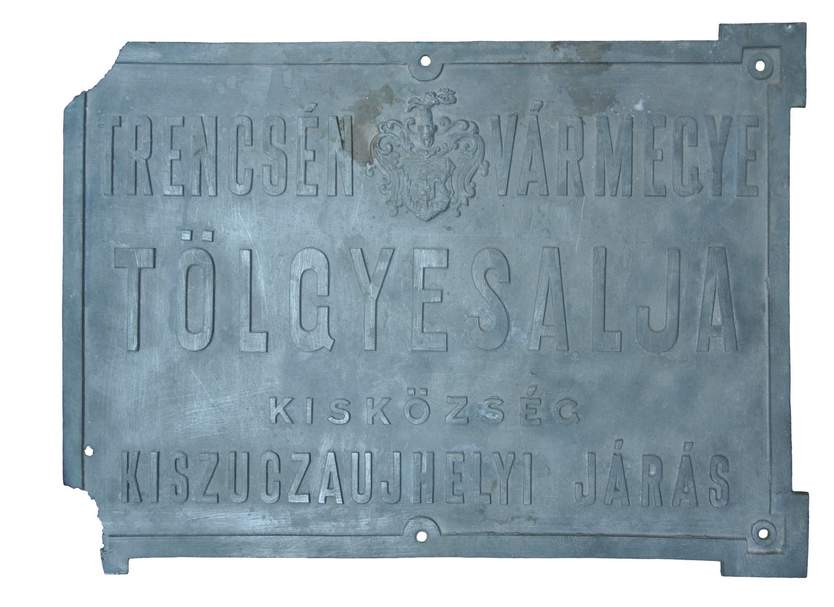
Az 1980-ban Zsolnához csatolt Tölgyesalja község helységnévtáblája a 20. század elejéről (Orosz Örs gyűjteményéből)

A bársonyos forradalom utáni 1990-es helyhatósági választások győzteseként a szélsőségesen nacionalista Ján Slota került a városi tanács polgármesteri székébe, aki az elkövetkező választások nyerteseként 2006-ig folyamatosan további három alkalommal töltötte be megbízatási időszakát. A polgármesteri tisztséget 2006 óta Ivan Harman tölti be. Az 1990-es években a városban több fejlesztést is végrehajtottak: felújítottak több teret, 1994 novemberében üzembe helyezték a trolibusz-rendszert, amelyet a város finanszíroz. Ugyanebben az évben kezdték el építeni a Zsolna-gátat, amelyet 1997 végén fejeztek be. Az 1996-ban bevezetett közigazgatási reform az országot nyolc kerületre osztotta fel, s a város ezáltal a Zsolnai Kerület székhelyévé vált. 2003. november 9-én a városi tanács új városfejlesztési tervet dolgozott ki. Az elkövetkező évben a KIA Motors ide telepítette európai gyárát.

## Lakosság
1891-ben 4117 fő lakta, majd 20 évvel később már több mint a duplája. Az 1910-es adatok alapján a városban 9179 főből 2336 fő volt magyar (25%), szlovák 4954 fő (54%), német 1463 fő (16%). A városban két főbb felekezet volt: a katolikusok száma 7139 fő (78%), az izraeliták száma 1467 fő (16%).
A város lakossága a 2011-es népszámláláskor 81 494 fő volt, amelyből 74 331 fő volt szlovák, 292 cigány, 917 cseh, 93 magyar nemzetiségű lakosa volt. A többiek egyéb nemzetiségűek voltak.
Zsolnán a 2001-es népszámlálás szerint 85 399-en laktak, ebből 40 969 férfi és 44 432 nő. A városban 8 398 ház áll, amelyből 7 341 volt családi. A lakosság 75%-a római katolikus, a szlovákok aránya 96,9%.
2021-ben 82656 lakosából 76346 (+297) szlovák, 101 (+57) magyar, 72 (+102) cigány, 46 (+91) ruszin, 1569 (+233) egyéb és 4522 ismeretlen nemzetiségű volt.
| A városrészek lakossága                 | A városrészek lakossága | A városrészek lakossága | A városrészek lakossága | A városrészek lakossága | A városrészek lakossága | A városrészek lakossága | A városrészek lakossága | A városrészek lakossága |
| --------------------------------------- | ----------------------- | ----------------------- | ----------------------- | ----------------------- | ----------------------- | ----------------------- | ----------------------- | ----------------------- |
| Óváros és Hlini                         | Zsolnabánfalva          | Borodnó                 | Budatin                 | Biccsefalu              | Hájik                   | Majosmező               | Hámos                   | Rosinky                 |
| 25 793                                  | 1 879                   | 1 307                   | 1 543                   | 2 244                   | 7 311                   | 412                     | 1 352                   | 911                     |
| Solinky                                 | Őrlak                   | Zsolnatarnó             | Vlčince                 | Varjad                  | Tölgyesalja             | Vághegyes               | Szentistvánpatak        | Biccseszabadi           |
| 14 297                                  | 554                     | 2 422                   | 20 077                  | 761                     | 700                     | 929                     | 2 758                   | 308                     |
| Zsolna: 85 558 fő (2008. augusztus 31.) |                         |                         |                         |                         |                         |                         |                         |                         |

Zsolna lakosságszámának alakulása a történelem folyamán:
| Zsolna lakossága a történelem során                                     | Zsolna lakossága a történelem során | Zsolna lakossága a történelem során | Zsolna lakossága a történelem során | Zsolna lakossága a történelem során | Zsolna lakossága a történelem során | Zsolna lakossága a történelem során | Zsolna lakossága a történelem során | Zsolna lakossága a történelem során | Zsolna lakossága a történelem során | Zsolna lakossága a történelem során | Zsolna lakossága a történelem során | Zsolna lakossága a történelem során | Zsolna lakossága a történelem során | Zsolna lakossága a történelem során |
| ----------------------------------------------------------------------- | ----------------------------------- | ----------------------------------- | ----------------------------------- | ----------------------------------- | ----------------------------------- | ----------------------------------- | ----------------------------------- | ----------------------------------- | ----------------------------------- | ----------------------------------- | ----------------------------------- | ----------------------------------- | ----------------------------------- | ----------------------------------- |
| Év                                                                      | 1700                                | 1880                                | 1900                                | 1910                                | 1930                                | 1945                                | 1950                                | 1961                                | 1980¹                               | 1986                                | 1991²                               | 2001²                               | 2008                                | 2009                                |
| Összlakosság                                                            | 2682                                | 3244                                | 5633                                | 10 000 körül                        | 17 451                              | 18 027                              | 28 571                              | 32 512                              | 70 025                              | kb. 90 000                          | 83 853                              | 85 453                              | 85 327                              | 85 399                              |
| ¹A város területe az 1970-es években bővült. ²A népszámlálások szerint. |                                     |                                     |                                     |                                     |                                     |                                     |                                     |                                     |                                     |                                     |                                     |                                     |                                     |                                     |

| Év:            | 1994.  | 2004.   | 2014.   | 2024.   |
| -------------- | ------ | ------- | ------- | ------- |
| Emberek száma: | 86 373 | 85 268  | 81 155  | 80 257  |
| Eltérés:       |        | -1,27 % | -4,82 % | -1,10 % |

| Év:            | 2023.  | 2024.   |
| -------------- | ------ | ------- |
| Emberek száma: | 80 634 | 80 257  |
| Eltérés:       |        | -0,46 % |

## Közigazgatás

### Városi közigazgatási beosztás
Zsolna városához tartozó egyes városrészek: Biccsefalu, Biccseszabadi, Borodnó, Budatin, Hájik, Hámos, Majosmező, Őrlak, Rosinky, Solinky, Szentistvánpatak, Tölgyesalja, Vághegyes, Varjad, Vlčince, Zsolnabánfalva és Zsolnatarnó.

### Városi tanács

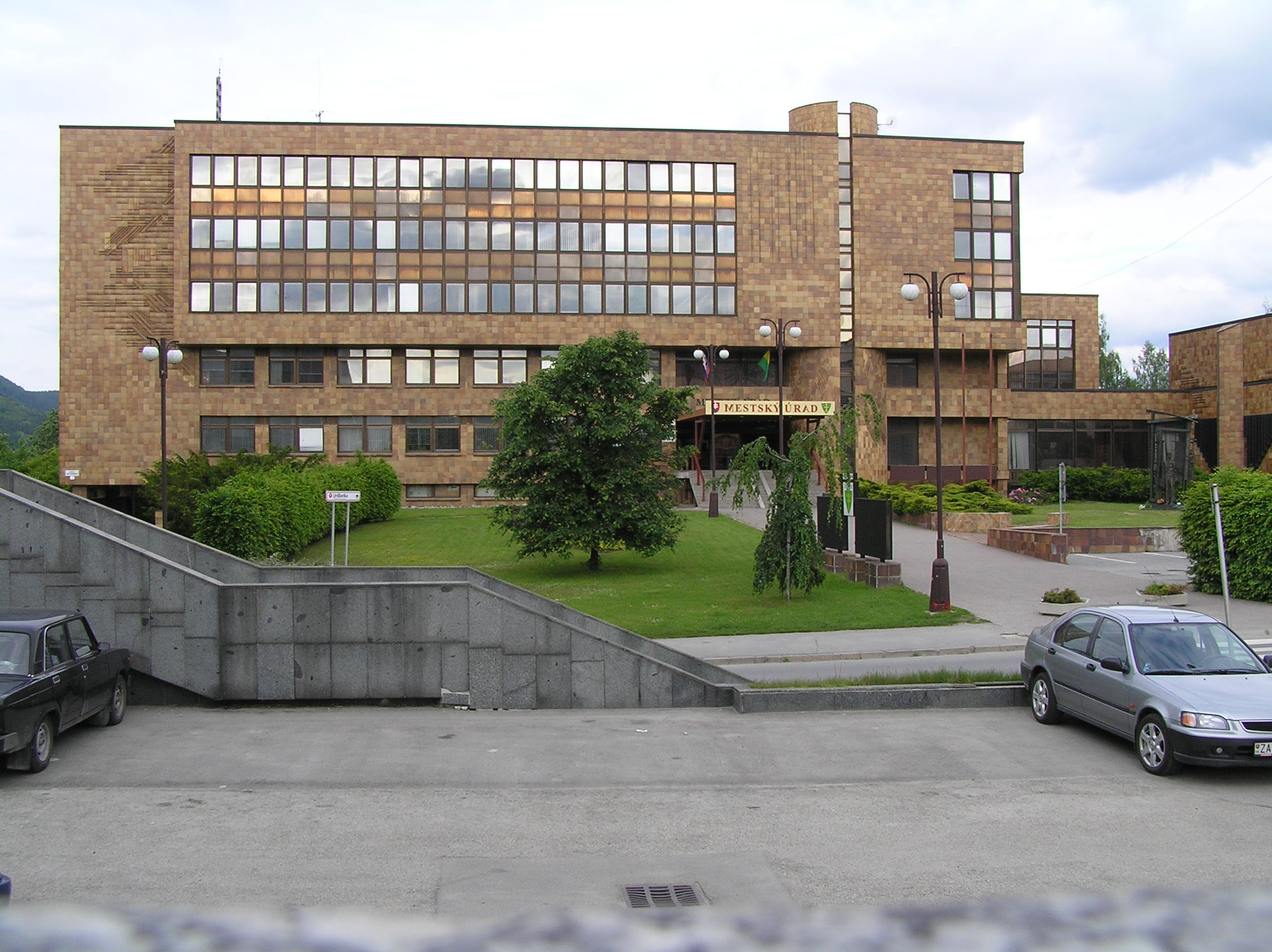
A városi tanács épülete

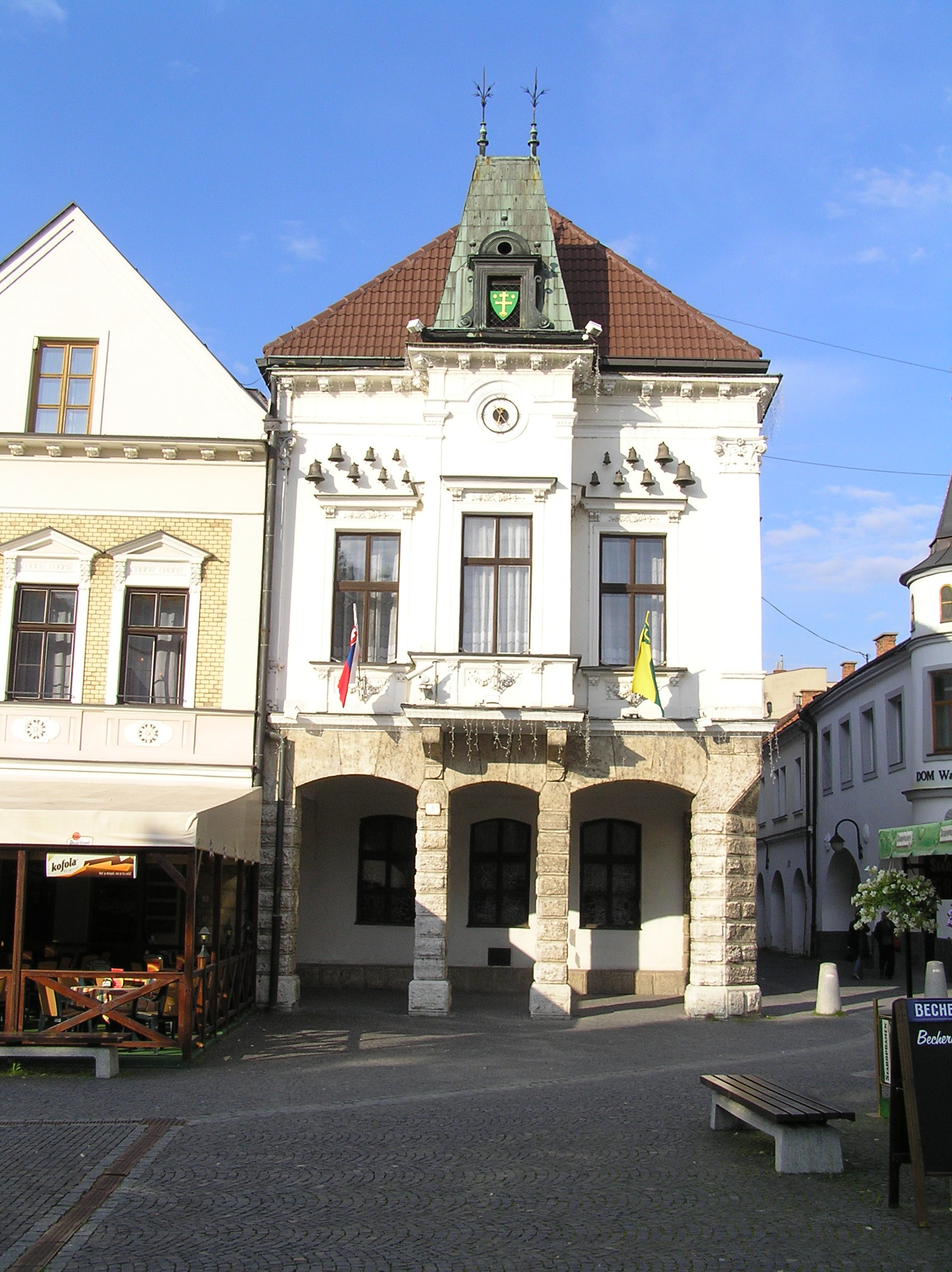
Városháza

A város irányítását a négy évre megválasztott városi tanács (mestské zastupiteľstvo) látja el, melynek élén a polgármester (primátor) áll. Jelenlegi polgármestere Ivan Harman, elődje, Ján Slota, az 1990 és 2006 közötti években állt a városvezetés élén. A polgármester helyettesei a városvezetés egyes szakterületein tevékenykednek. A városnak nyolc választási körzete van, amelyek összesen 31 tanácsnokot delegálhatnak a tanácsba:
1. Óváros, Hlini I–IV, Hlini VIII (5 képviselő)
2. Hlini V–VII, Borík (4 képviselő)
3. Solinky (5 képviselő)
4. Vlčince (7 képviselő)
5. Hájik (3 képviselő)
6. Biccsefalu, Rosinky, Zsolnatarnó, Majosmező (2 képviselő)
7. Szentistvánpatak, Zsolnabánfalva, Őrlak, Biccseszabadi (2 képviselő)
8. Budatin, Hámos, Varjad, Borodnó, Tölgyesalja, Vághegyes (3 képviselő)

### Megyei és járási szintű közigazgatás
Zsolna a Zsolnai kerület és a Zsolnai járás székhelye, és regionális irodája van itt számos állami szervnek, így a Szlovák Nemzeti Banknak is.

## Gazdaság

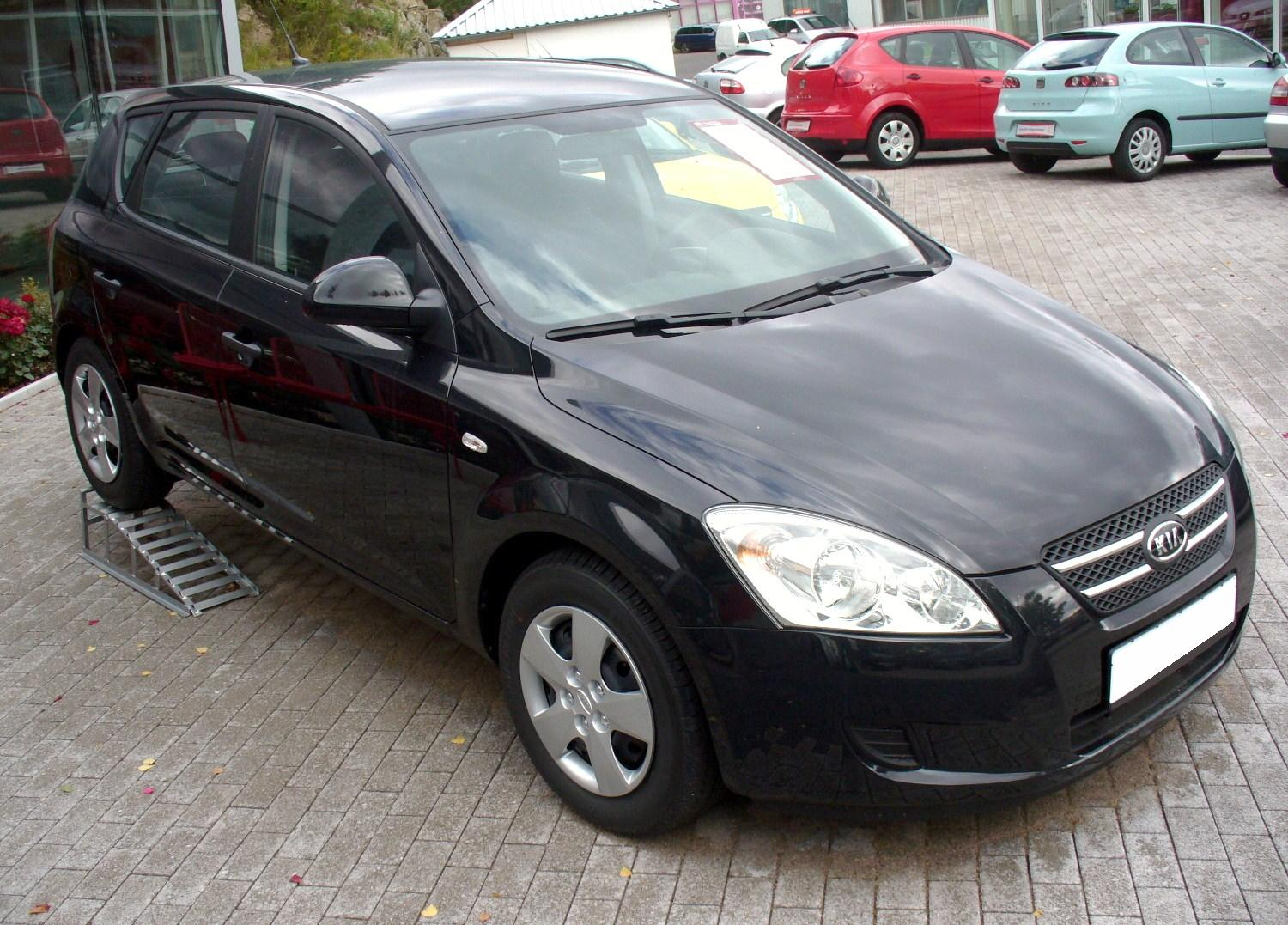
A Zsolnán készülő Kia cee'd autó

Zsolna a 21. század elejére Szlovákia egyik legjelentősebb gazdasági központjává vált. A Szlovák Kereskedelmi és Ipari Kamara helyi osztálya második legnagyobb az országban. Minden századik lakosra jut egy kereskedő, ezzel az országban a második legnagyobb, míg a vállalatok számát tekintve a harmadik legnagyobb. A városközpont vásárlóereje második az országban, a város környéke pedig a harmadik helyen van. Jelenkori iparának legjelentősebb tényezője, az 1 milliárd eurós beruházással 2004-ben felépített Kia autógyár. Iparát korábban az élelmiszeripar, a faipar és az építőipar jellemezte.
A Kia komplexum 166 hektáron terül el, amelyből 16,3 hektárt tesznek ki az épületek. Alkalmazottainak száma megközelítőleg 2700 fő. A vállalat három modellt készít a városban négyfajta motorral. Az éves termelése 300 ezer személygépkocsi. Az autógyár létesítése további beszállítók megtelepedését is eredményezte, melyek közül a Dong Hi vállalat az alvázak beszállítója, a MODIS vállalat pedig a Kia autók belterét szállítja. 2008 végén a Kia bejelentette, hogy új üzemmel bővül a cég; a beruházás értéke 100-200 millió euró. Fél évvel később a szlovák kormány 15 millió euróval támogatta ezt a programot.

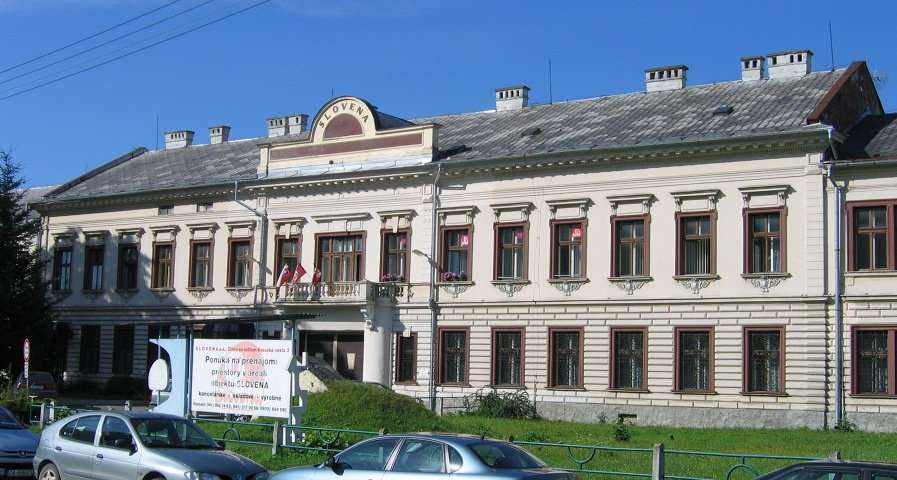
A Slovena textilgyár

Élelmiszeripara jelentős. Itt székel a Laktis tejfeldolgozó vállalat, a Peza pékség, amely a Bakeris United cégcsoport tagja és a HYZA húsipari cég, amelyet 1974-ben alapítottak, és ma az egyik legnagyobb az országban. A gépészeti és a faipar területen tevékenykedik az Elektrovod, amely termeléssel és különféle acélszerkezetek építésével (például utak melletti jelzőtáblák) foglalkoznak és 1950. január 1-jén alapították. A ZVL cég golyóscsapágyak gyártásával foglalkozik, 1966-ban alapították és több külföldi vállalattal is együttműködik (Bosch, Siemens, Volvo stb.) A Drevoindustria Mechanik s.r.o. cég a faiparban használt gépeket készít, 165 munkással dolgozik, és az évi forgalma 250 ezer euró.
A gátak és vízügyi beruházások kivitelezőjeként 1954. július 1-jén alapították a Váhostav építőipari vállalatot. Tevékenységi körének kiszélesítésével utak, ipari parkok és vasutak építésével is foglalkozik. Beruházások kivitelezőjeként Ukrajnában, Cipruson, Németországban és Oroszországban is tevékenykedett.
Vegyiparának jelentős képviselője az 1892-ben alapított Vág Menti Vegyiüzem (Považské chemické závody). A Tento Papírgyár 600 főt foglalkoztat, és az éves forgalma 90 millió euró. Az 1892-ben alapított Slovena textilgyár a Felvidék legnagyobb textilipari üzemei közé tartozott az 1900-as években. A városban két vízerőmű működik:
- A Ricsói Vízerőművet 1958–1962 között építették. Az egy Kaplan-turbinával ellátott erőmű évi teljesítménye 59,1 gigawatt.[55]
- A Zsolna Vízerőművet 1994–1998 között építették két Kaplan-turbinával, amelynek teljesítménye évi 173 gigawatt.[56]

A városban a munkanélküliségi ráta 2008-ban 7,7% (Zsolna kerületben 6,44% volt ekkor).

## Közlekedés

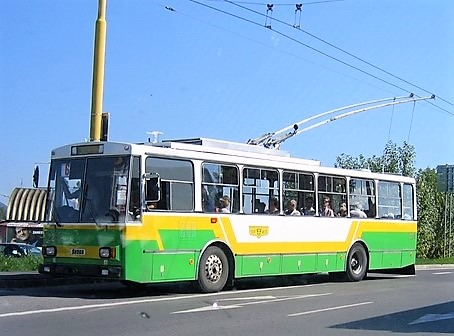
Škoda trolibusz a városban

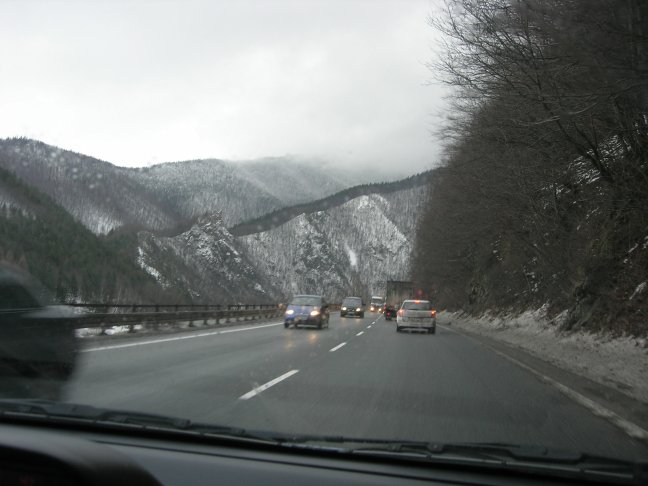
Az E50-es európai út Zsolna és Túrócszentmárton közötti szakasza

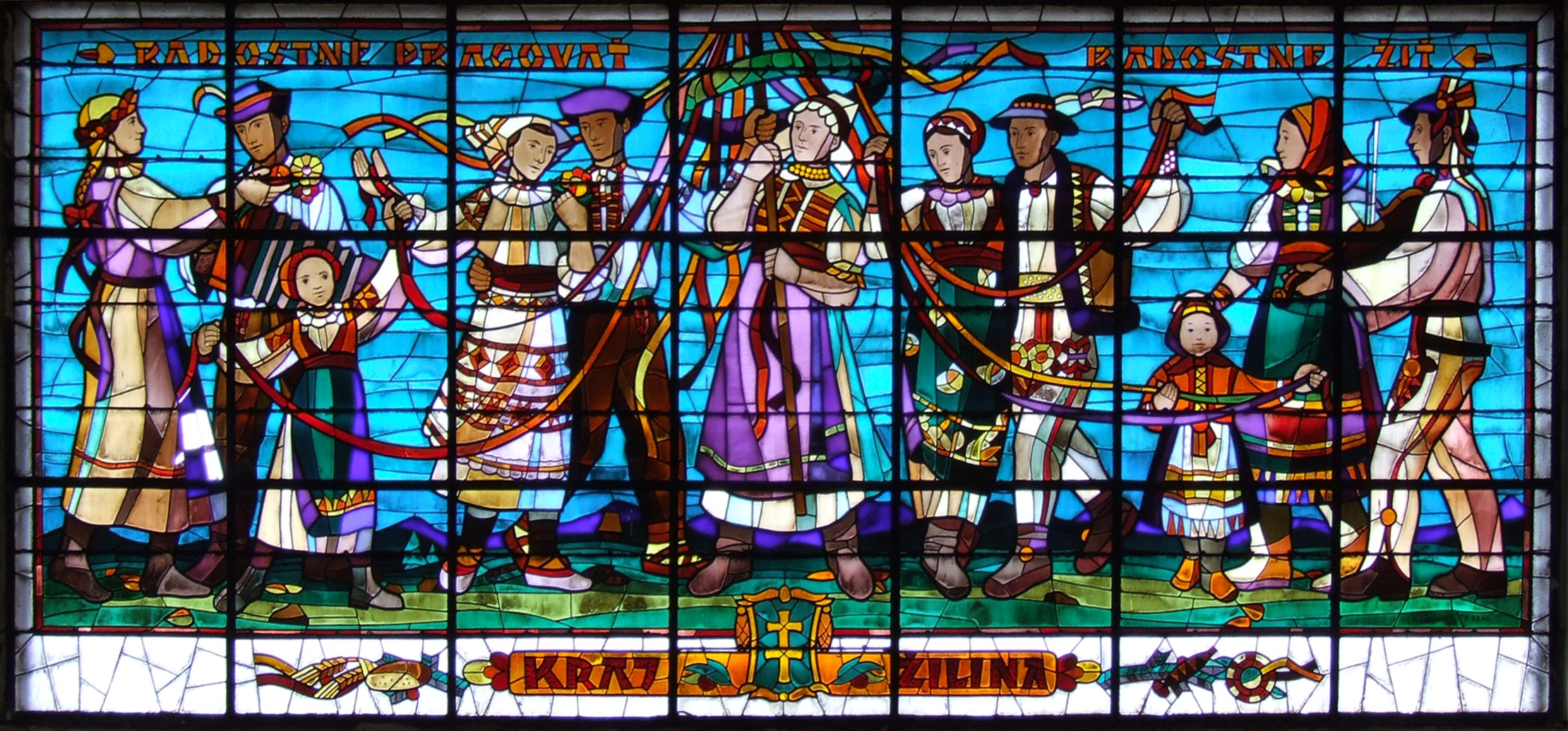
A zsolnai főpályaudvar díszes üvegablaka

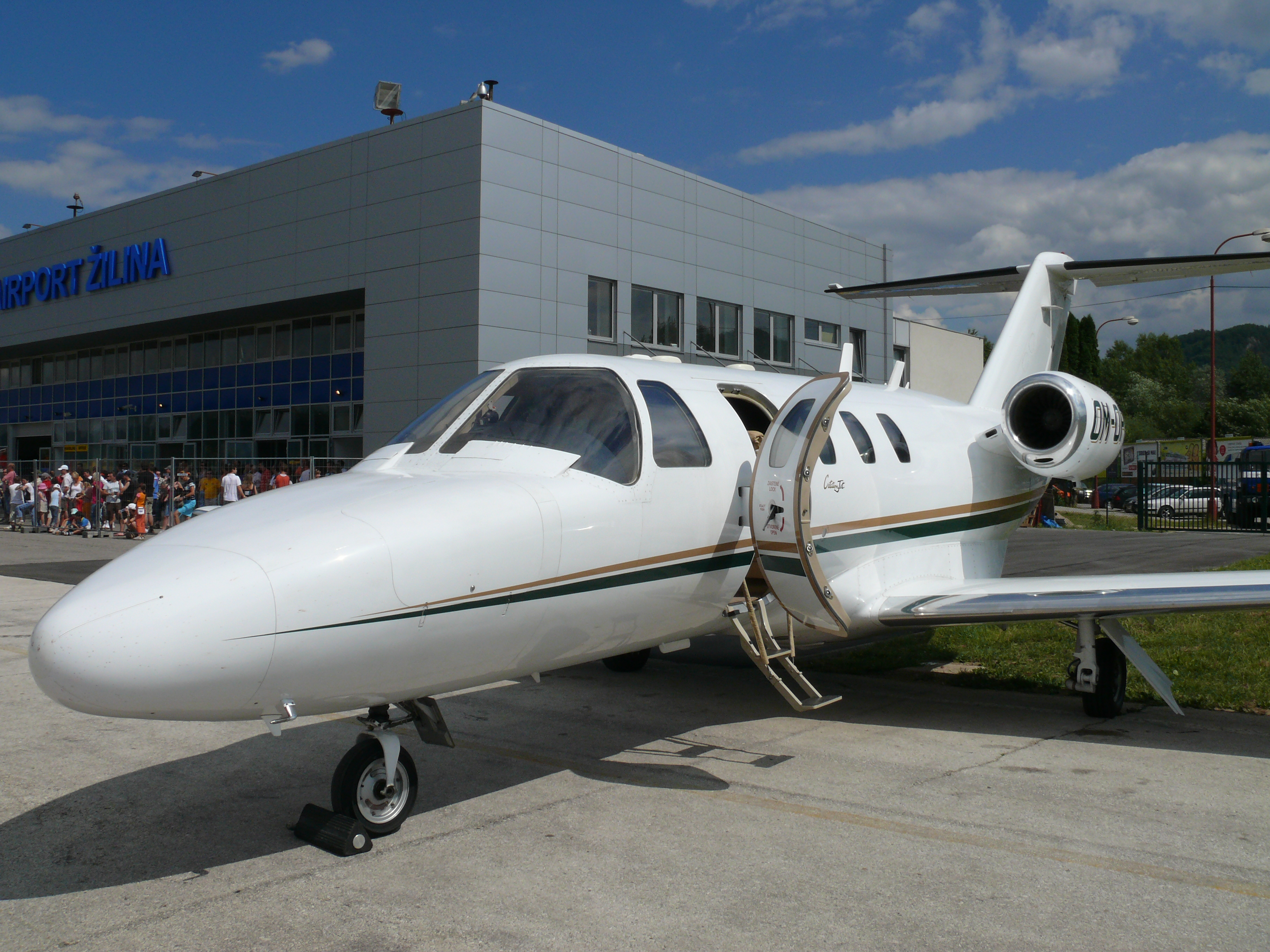
Cessna 525 a Zsolnai Repülőtéren

### Városi közlekedés
A városban a tömegközlekedés 1949-ben indult el, amikor május 1-jén megalapították a Zsolna Városi Közlekedési Vállalatot (Dopravný podnik mesta Žiliny s.r.o.), majd október 28-án indult el az első buszjárat. A trolibuszjáratok indítását 1978-ban javasolták, majd 1985-re kidolgozták a tervét. Az építkezések 1992 májusában kezdődtek, és az első járat 1994. november 17-én indult el.
| Tömegközlekedési adatok 2007-ben                   | Tömegközlekedési adatok 2007-ben | Tömegközlekedési adatok 2007-ben | Tömegközlekedési adatok 2007-ben | Tömegközlekedési adatok 2007-ben | Tömegközlekedési adatok 2007-ben |
| -------------------------------------------------- | -------------------------------- | -------------------------------- | -------------------------------- | -------------------------------- | -------------------------------- |
| Gépjármű-típusok                                   | Vonalak száma                    | Vonal hossza                     | Utaslétszám                      | Buszok száma                     | Vezetők száma                    |
| Autóbusz                                           | 14 (10+2+2¹)                     | 79 km                            | 6 414 963                        | 54                               | 75                               |
| Trolibusz                                          | 8                                | 31 km                            | 7 933 862                        | 42                               | 67                               |
| Összesen                                           | 22                               | 110 km                           | 14 348 825                       | 96                               | 142                              |
| ¹10 nappali, 2 éjszakai és 2 Kia szerződéses járat |                                  |                                  |                                  |                                  |                                  |

### Közúti közlekedés
A város természetes útvonalak kereszteződésében alakult ki. A középkorban haladtak itt olyan kereskedelmi utak, amelyek a Baltikumba, Oroszországba, Dél-Európába vezettek. Zsolna fontos vasúti és közúti csomópont, itt találkoznak a VA és a VI-os páneurópai folyosók.
A Vág e szakasza ma még nem hajózható, de tervezik a folyó kibővítését hajók számára, így a Dunáig le lehet majd hajózni, és ezzel a város bekapcsolódhat a világi folyami kereskedelembe.
Zsolnán több autópálya és európai út is áthalad. A három európai út az E50, az E75 és E442 vezet át a városon, míg a város mellett találkozik a D1-es és a D3-as autópálya.
A város távolsági közlekedése is jelentős. Több európai városba is el lehet jutni a városból.

### Vasúti közlekedés
A városba 1872-ben érkezett meg a vasút. Zsolna az e42-es és az e52-es vasútvonalak csomópontjánál helyezkedik el. Vasúton meg lehet közelíteni Kijevet, Bécset, Pozsonyt.
A főpályaudvart a második világháború végén lerombolták, de a háború után újjáépítették. A bejáratánál található színes üvegablakot Fero Kral' készítette. A városban további két állomás is található a Solinky és a Záriečie városrészekben.
A Záriečie városrészben lévő állomást 1945-ben építették, és 2003. szeptember 18-án felújították. Az állomást művészeti kiállítások rendezésére is használják.

### Légi közlekedés
A Zsolnai Repülőtér (Letisko Žilina) Felsőricsó mellett található, 10 kilométerre nyugatra a várostól. Északnyugat-Szlovákia mintegy 1,2 millió lakosát szolgálja ki. A repülőtér építését a korábbi Brezovský Majer Repülőtér (Letisko Brezovský Majer) helyén kezdték el építeni az 1970-es években. Az első gép 1972. május 4-én emelkedett fel, a hivatalos megnyitó 1974. augusztus 2-án volt. Ugyanabban az évben menetrend szerinti járat indult Prágába, amely 1981-ben megszűnt, majd 1986–1990 között újra működött. A reptér 1991 áprilisától charter járatokat is fogad. Az új, modern terminál építését 2004-ben kezdték el, s 2005. július 15-én nyitották meg. 2008. június 28-án a csehszlovák repülés 90. és a város egyetemének 55. évfordulóján légi bemutatót tartottak Zsolnán.
A repülőtéren a Zsolnai Egyetem pilótaképzést szervez, és itt székel a Zsolnai Légiklub is.
Prága és Zsolna között ma is rendszeres, menetrend szerinti járat van, amelyet naponta kétszer tesznek meg a cseh ATR 42-es gépek, 46 férőhellyel.
| A Zsolnai Repülőtér forgalma | A Zsolnai Repülőtér forgalma | A Zsolnai Repülőtér forgalma | A Zsolnai Repülőtér forgalma | A Zsolnai Repülőtér forgalma | A Zsolnai Repülőtér forgalma | A Zsolnai Repülőtér forgalma | A Zsolnai Repülőtér forgalma | A Zsolnai Repülőtér forgalma | A Zsolnai Repülőtér forgalma | A Zsolnai Repülőtér forgalma |
| ---------------------------- | ---------------------------- | ---------------------------- | ---------------------------- | ---------------------------- | ---------------------------- | ---------------------------- | ---------------------------- | ---------------------------- | ---------------------------- | ---------------------------- |
|                              | 2000                         | 2001                         | 2002                         | 2003                         | 2004                         | 2005                         | 2006                         | 2007                         | 2008                         | 2009                         |
| Légijármű-forgalom száma     | 14 205                       | 11 477                       | 15 071                       | 12 192                       | 14 253                       | 15 407                       | 11 495                       | 10 971                       | 12 673                       | 14 232                       |
| Utaslétszám                  | 1625                         | 1125                         | 910                          | 1680                         | 966                          | 4522                         | 10 973                       | 10 720                       | 12 294                       | 12 395                       |
| Szállított teher (kg)        | 25 569                       | 1242                         | 6546                         | 1464                         | 0                            | 1975                         | 8173                         | 1234                         | 1685                         | 6739                         |

## Látnivalók

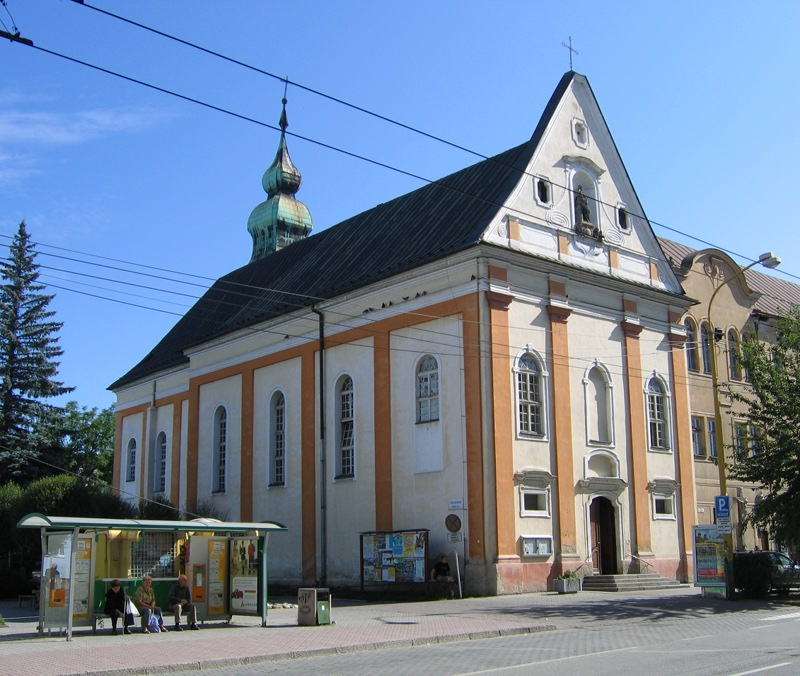
Szent Borbála-templom

Az óvárost az 1990-es évek elején renoválták. A város központját a Mária és az Andrej Hlinka terek alkotják. A Mária teret a Szent Pál-templom uralja, mellette található a városi tanács épülete és a Szűz Mária-szobor. Nem messze található a Szentháromság-székesegyház, amelyet a 15. század fordulóján építettek. Ez a templom lett 2008-ban az újonan létrehozott Zsolnai egyházmegye székesegyháza.
A város fő látnivalói:
- Szent Borbála-templom és a ferences kolostor, amelyet 1723 és 1731 között építettek barokk stílusban. Ritkaságnak számító kettős orgonáját Peregrin Werner építette a 18. század első felében, melynek a kórusban elhelyezett nagy orgonáját a főoltár mellékorgonája egészíti ki. Míg a mellékorgona viszonylag ép állapotban fennmaradt, addig a főorgonának csupán barokk szekrénye maradt meg. Szent Borbálát ábrázoló főoltárképe Konrád Švestka alkotása 1891-ből. A másik híres templom a városban a katolikus Szent György-templom, amelyet gótikus stílusban építettek. A templom Zsolnatarnó városrészben található, és az első írásos emlék róla 1582-ben keletkezett.

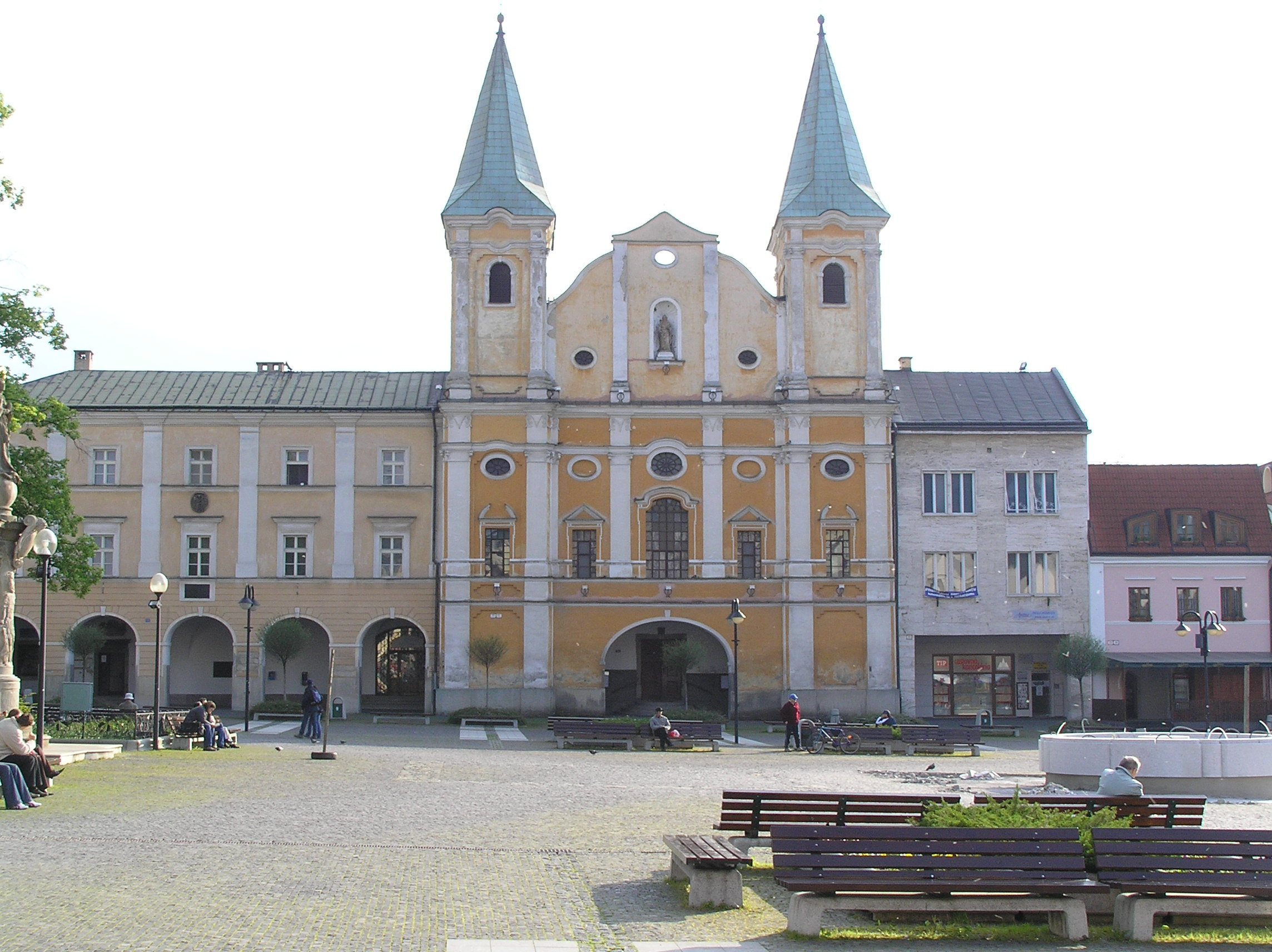
Szent Pál-templom

- A Szent Pál-templom és kolostor 1743-ban épült barokk stílusban, jezsuita rendházként. Az épületek a főtér nyugati oldalán találhatók. A templomnak két tornya van, egyenként 32 méteresek. A főoltárja a barokk hagyományokat követi. 1880-ban püspöki árvaház lett. A kolostor egy részében működik a Vág Menti Művészeti Galéria.
- A Makovický-ház arról híres, hogy dr. Dusan Makovický (1866–1921), Tolsztoj személyi orvosa ebben a házban élt. A városháza a Mária tér (Főtér) 1-ben található. A 16. században épült a korábbi városháza helyén, 1890-ben felújították. A Fátrai Művészeti Ház az Állami Szimfonikus Zenekar székhelye.
- A plébániatemplom a Várdombon áll, a 15. század elején épült gótikus stílusban, később többször átépítették. A Burián-harangtorony a plébániatemplom mellett áll, 1540 körül építtette Podmaniczky Rafael. Eredetileg vártorony volt.

Zsolna hét csodája

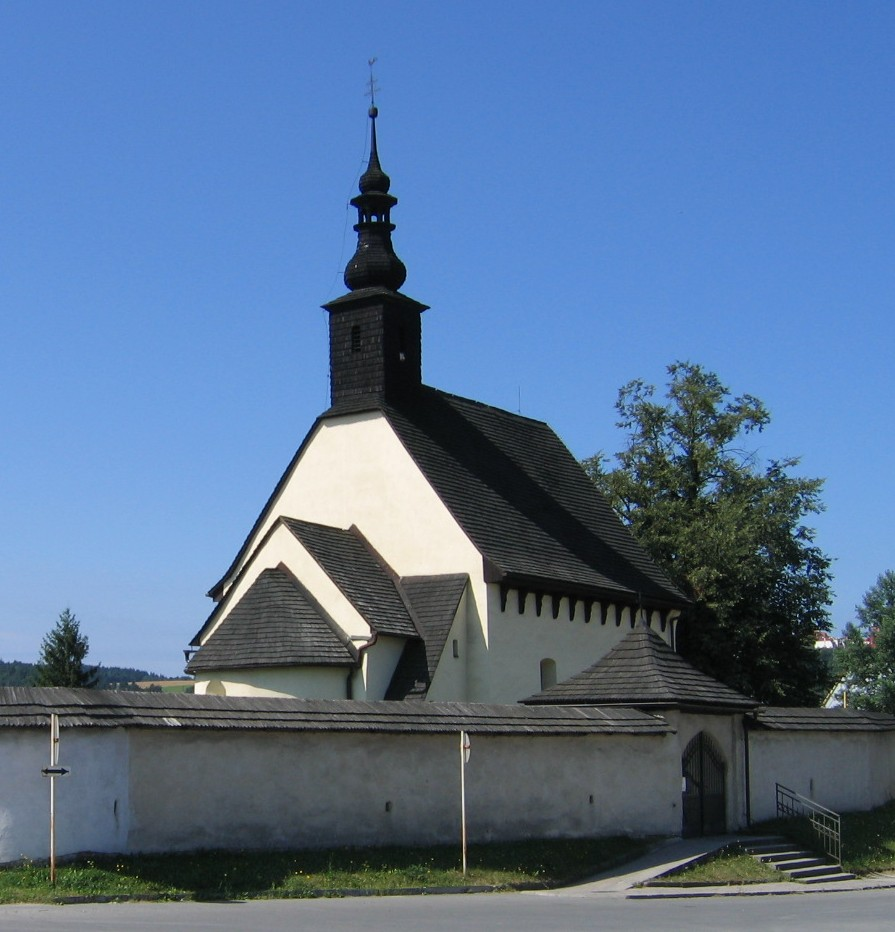
Szent István király-templom

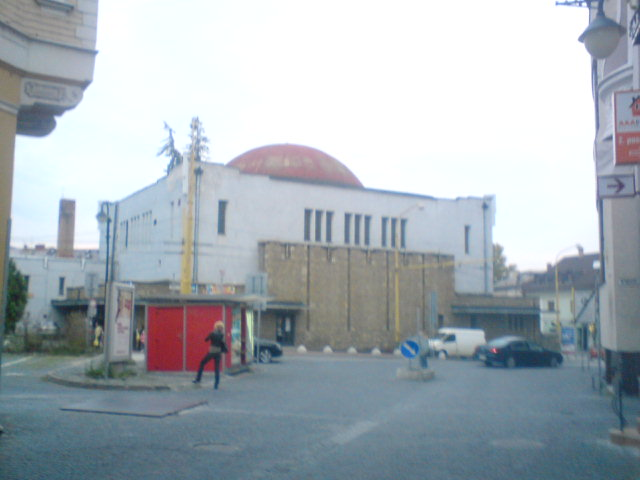
Zsinagóga

2008-ban, a város első említésének 800. évfordulója alkalmából kiválasztották a város kulturális örökségének „hét csodáját”.
- A város történelmi központja (Historické jadro Žiliny) a város középkori határai közötti része. Fő tere a Mária tér, amely 100×200 méter.[66] A központ faépületekből áll, amely a történelem során többször leégett.[21] Itt található a Szűz Mária-szobor, a Szent Pál-templom és nem messze tőle a Szentháromság-templom. 1987-ben a város történelmi központját védett városrésszé nyilvánították.[66]
- A Szent István király-templom (Kostol svätého Štefana kráľa) a város legrégibb építménye. A Zsolnához csatolt egykori önálló település, Szentistvánpatak területén építették a 13. század elején (1200-1230)[21] későromán stílusban. A hagyomány szerint a templom elődjének építését még I. István király rendelte el az I. Boleszláv lengyel király ellen vívott csata emlékére. A környékbeli falvak lakói itt tartották istentiszteletüket. A templomban rejtett freskókat találtak 1950-ben, melyek 1260 körül készültek.[21] Az északi és a déli fekvésű falakon az apostolok, apszisában Szent István, Szent Imre, Szent László és Szent Erzsébet ábrázolásai láthatók. Elsőként a Zsolnai könyv 1429-ből származó bejegyzése említi. A jezsuiták 1762-ben barokk stílusban átépítették, melynek emlékéről a szentélynél elhelyezett felirat tudósít. A templom mellett elhelyezkedő Krisztus teste-kápolnát a 15. század kezdetén építették. A terület régészeti feltárásakor Károly Róbert és Nagy Lajos korabeli pénzérmék is előkerültek. A templomot 16. században épített, bástyával ellátott kőfal övezi. A templom jelenleg a zsolnai római katolikus plébániához tartozik. Az istentiszteleteken kívül kulturális rendezvények helyszíneként is szolgál. Városi tömegközlekedéssel is megközelíthető.[67]
- A Zsolnai vár (Žilinský hrad) volt a város erődítménye. Egy bevásárlóközpont építésénél találták meg a Szentháromság-templom mellett. A várat 1400 körül építették. Felfedezése után, 2008. május 30-án mutatták be a nyilvánosság előtt.[21]

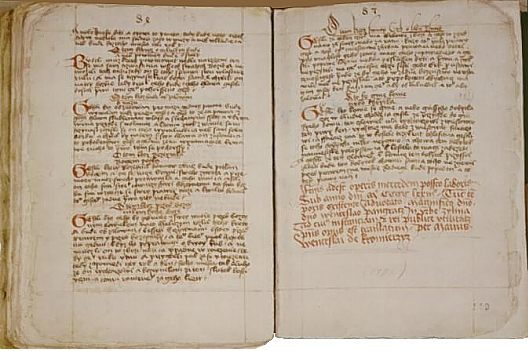
A Zsolnai könyv

- A Budatini várat (Budatínsky hrad) a Vág és a Kiszuca-folyók összefolyásánál építették,[68] hogy ellenőrizhessék az alatta elmenő kereskedelmi utat. Valószínűleg a 13. században építették,[68] a tatárjárás után.[21] A várat az első világháború után újították fel utoljára. Ma itt található a Vág Menti Múzeum.[68]
- A neológ zsinagóga (Neologická synagóga) a német Peter Berenc építész munkája, és a modern európai építészet mintájára épült.[69]
- 1860-ban épült a régi zsinagóga, majd 1928–1931 között a mai.[69] Az épületnek 16 méter átmérőjű kupolája van.[21] Ma a zsinagógában működik egy bioszkóp (mozgófénykép) központ, amely bemutatja a koncentrációs táborok mindennapjait.[69]
- A Privilegium pro Slavis egy 1381. május 7-én kelt oklevél, amelyet I. Lajos magyar király adott ki. Az oklevél szerint egyenlő jogokat biztosított a német és a szláv népességnek.[21] Ma ezt az iratot az Állami Archívum őrzi.
- A Zsolnai könyv (Žilinská kniha) a legrégibb szlovák nyelvemlék. A könyvet három nyelven írták (latin, német, szlovák) 1378 és 1561 között. A könyv 149 oldalból áll, egy lap 29×22 cm.[70]

## Kultúra

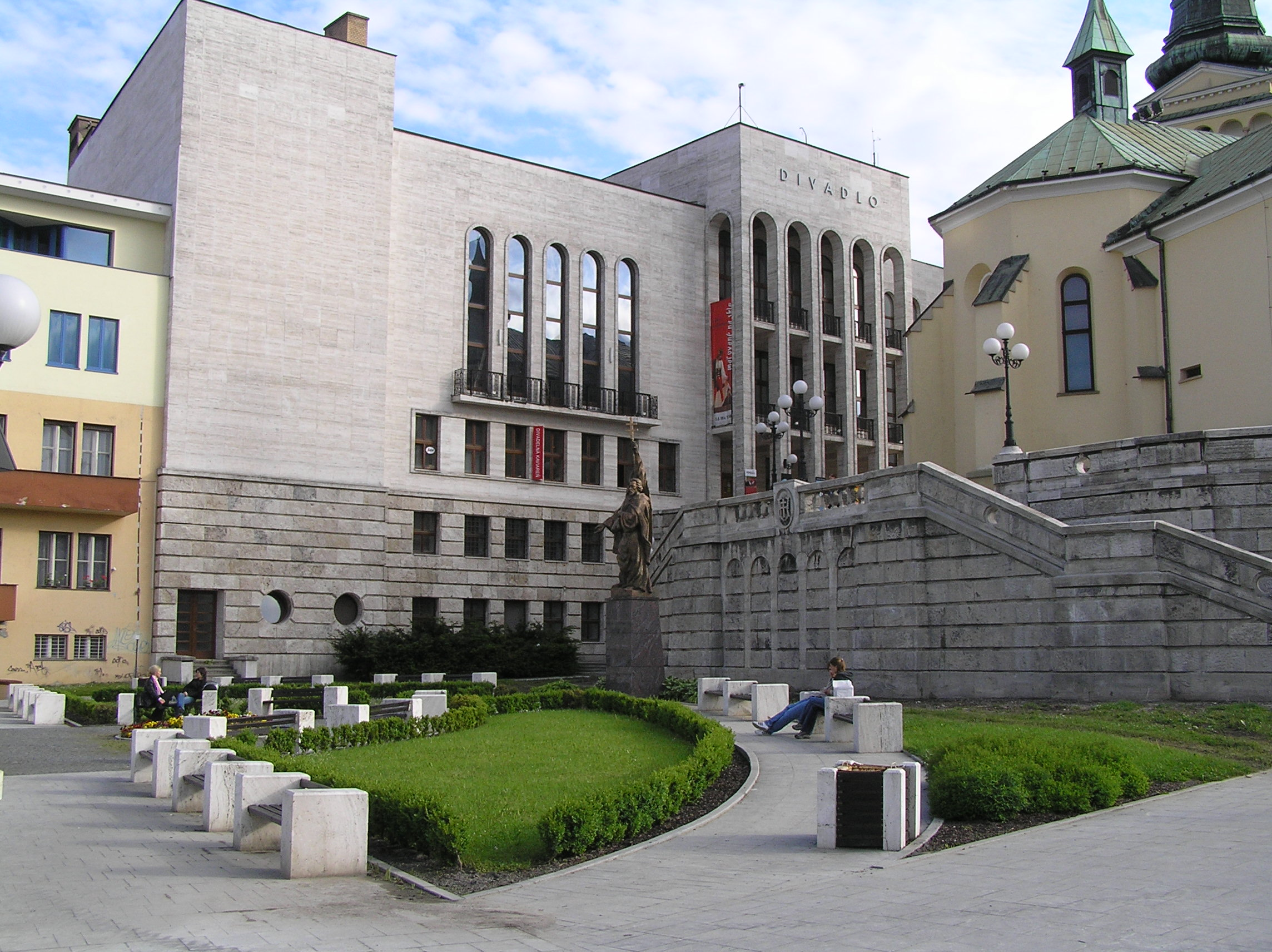
Városi színház

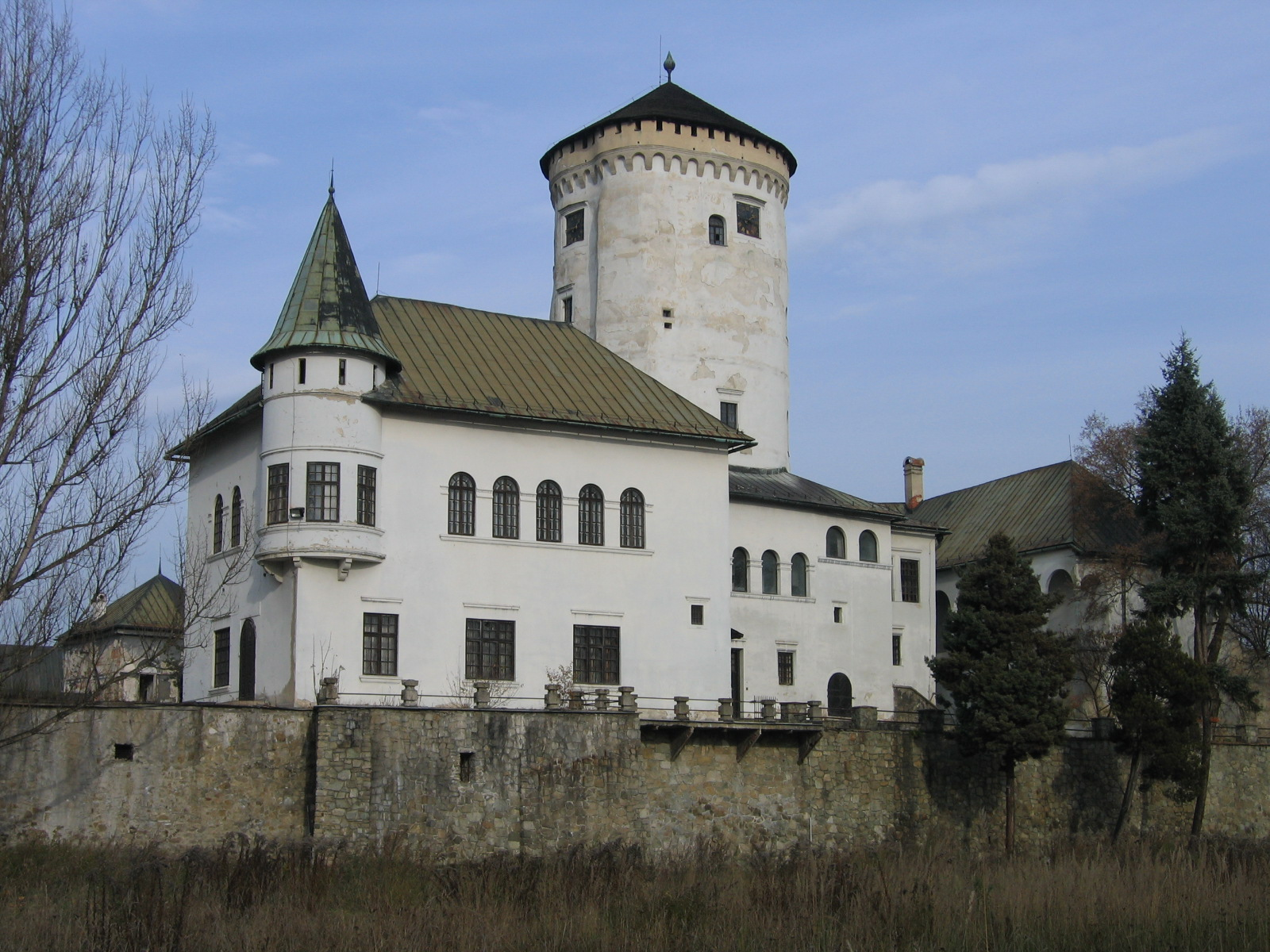
Budatini vár, amelyben a Vág Menti Múzeum található

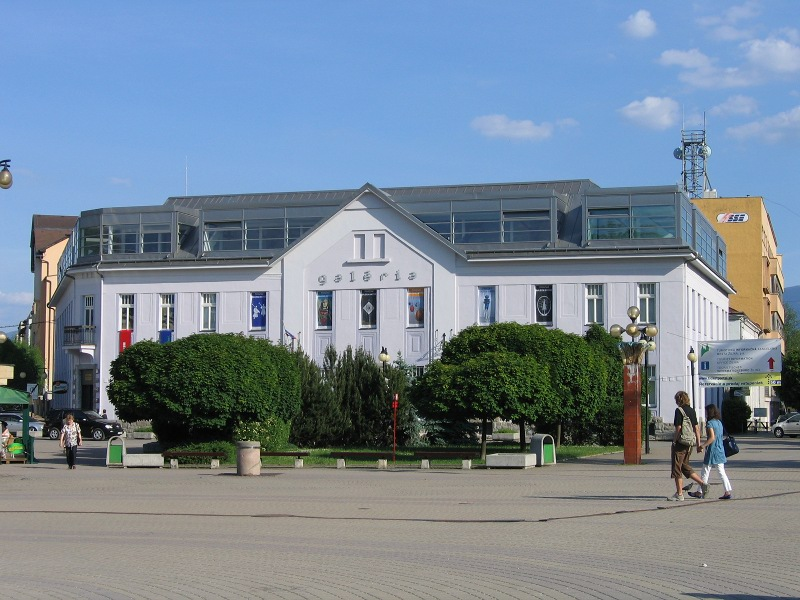
Vág Menti Művészeti Galéria

### Színházak
Zsolnán két színház található:
- A Városi Színház (Mestské divadlo Žilina) a város által finanszírozott színház, amelyet 1992. január 1-jén alapítottak. 1999 és 2003 között az épületét felújították, és 2003. december 19-én adták át. Két terme van 310, illetve 100 férőhellyel. A színházban eddig 86 premiert és 2500 előadást tartottak.[71]
- A bábszínházat (Bábkové divadlo Žilina) 1950-ben alapították, ezzel a mai Szlovákia legrégibb ilyen intézménye. A színházban eddig 213 premiert és 12 ezer előadást tartottak, amelyet 2,5 millió néző látott már.[72]

### Múzeumok
A városban három múzeum található.
- A Vág Menti Múzeum (Považské múzeum) az ország egyik legnagyobb múzeuma.[73] A múzeumban a világon egyedülálló nemesfémből készült tárgyakat mutatnak be.[74] 1942-ben alapították, mint városi múzeumot, hat évvel később a Budatini várba költöztették.[75] A kiállítást 1956-ban nyitották meg,[73] és ma több mint 130 ezer kiállított tárgyat[75] láthatnak a látogatók a természettudományok (zoológia, botanika, geográfia),[74] a régészet, a történelem és a néprajz területéről.[73] A vár mellett – amelyet renoválnak – a sztrecsényi várban és Csicsmány faluban két házban is vannak tárgyak,[73] amelyek a mindennapi életet mutatják be.
- A Vág Menti Művészeti Galéria (Považská galéria umenia) azokat a kollekciókat mutatja be, amelyeket a Vág Menti Múzeumból hoztak át az alapításkor, 1976-ban. A galéria egy nagy épületben található, amely a 20. század elején épült. Az 1970-es években és az 1980-as években alkotott szlovák művészek képei láthatók. Az 1990-es években bővítették a kiállítást. A 21. századból megtalálhatók a modern művészeti művek (például videóművészet) és a hagyományos művészeti tárgyak (például szobrok, festmények) is.[76]
- A Zsidó Kultúra Múzeuma (Múzeum židovskej kultúry) a zsinagóga épületében található, amelyet 1927-ben építettek. A múzeumot 1996. június 29-én nyitották meg. A múzeum az épületnek annak a részén található, ahol egykor a nők imádkoztak. A zsinagóga belsejében megőrződött az eredeti fabútorzat. A múzeum a zsidók mindennapi életében használt tárgyakat mutatja be.[77]

### Egyéb kulturális intézmények
Zsolnán található a Matica slovenská-ház, a Járási Kulturális Központ és a Vág Menti Planetárium.
Az Állami Szimfonikus Zenekart (Štátny komorný orchester) vagy Szlovák Szimfonikusokat 1974-ben alapították, és ma a Fátrai Művészetek Házában gyakorolnak. A zenekar eddig 2300 koncertet adott, felléptek Európa-szerte, illetve Amerikában és Ázsiában. A jelenlegi karmester Cugio Maeda, aki a Közép-Európai Fesztivált is szervezi a városban.
A Fátra Művészetek Házát (Dom umenia Fatra) 1989-ben adták át. Koncerttermének orgonáját Ferdinand Klinda orgonaművész irányításával építették.
A kerületi könyvtárt (Krajská knižnica) 1924. október 15-én alapították. A második világháború után rövid ideig nem működött, majd 1954-ben újból megnyitották. 1995-ben költözött a mai helyére. A könyvtár az elsők között van az országban, melyek hangoskönyveket is tárolnak. 2006-ban a könyvtárban adták ki a legtöbb könyvet Szlovákiában.

### Rendezvények
A városban az év során több hagyományos rendezvényt is tartanak, amelyek legtöbbjét az önkormányzat közvetlenül vagy közvetve szervez.

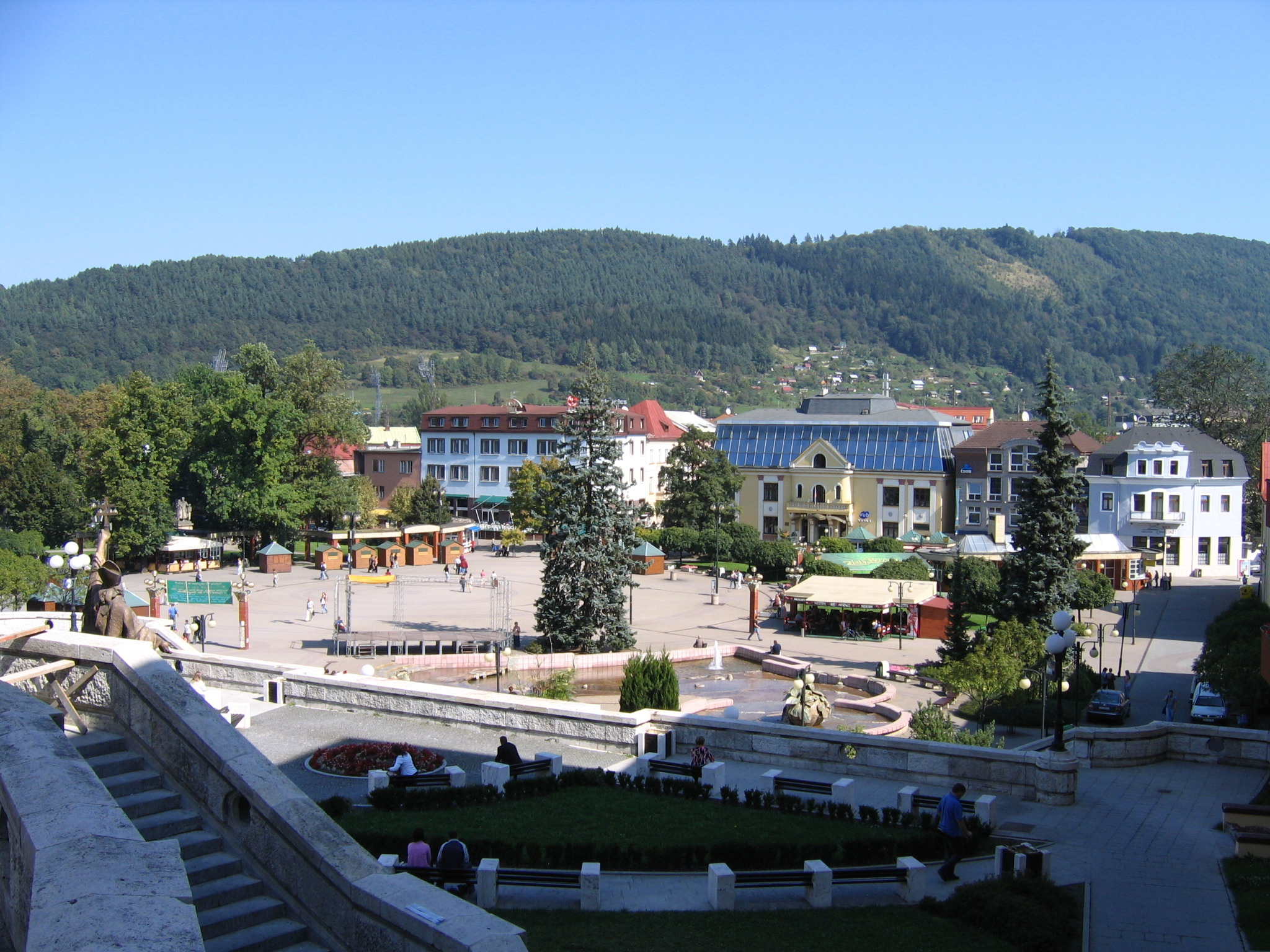
Az Andrej Glinka tér, ahol a fesztiválokat tartják

A Zsolnai Bált először 2008 januárjában rendezték meg, a város első említésének 800. évfordulója alkalmából. Minden év januárjában rendezik meg azóta. Februárban tartják a Zsolnai Karnevált, amely az ország legnagyobb ilyen rendezvénye. A felvonuláson több száz csontváz-ember vesz részt a városból, a környékről és külföldről. Az utcákon a jelmezes játékok és a folklór mellett megtalálhatók a helyi ételek is. Az Óváros Fesztivált 1995 óta rendezik meg a város két fő terén. Ez a legnagyobb kulturális rendezvény a városban. A három napig tartó fesztiválon a helyi művészek és zenészek mutatják be tudásukat. A rendezvény keretében tartják a nemzetközi gyermeknapot és kiállításokat rendeznek a város történetéhez kapcsolódva.

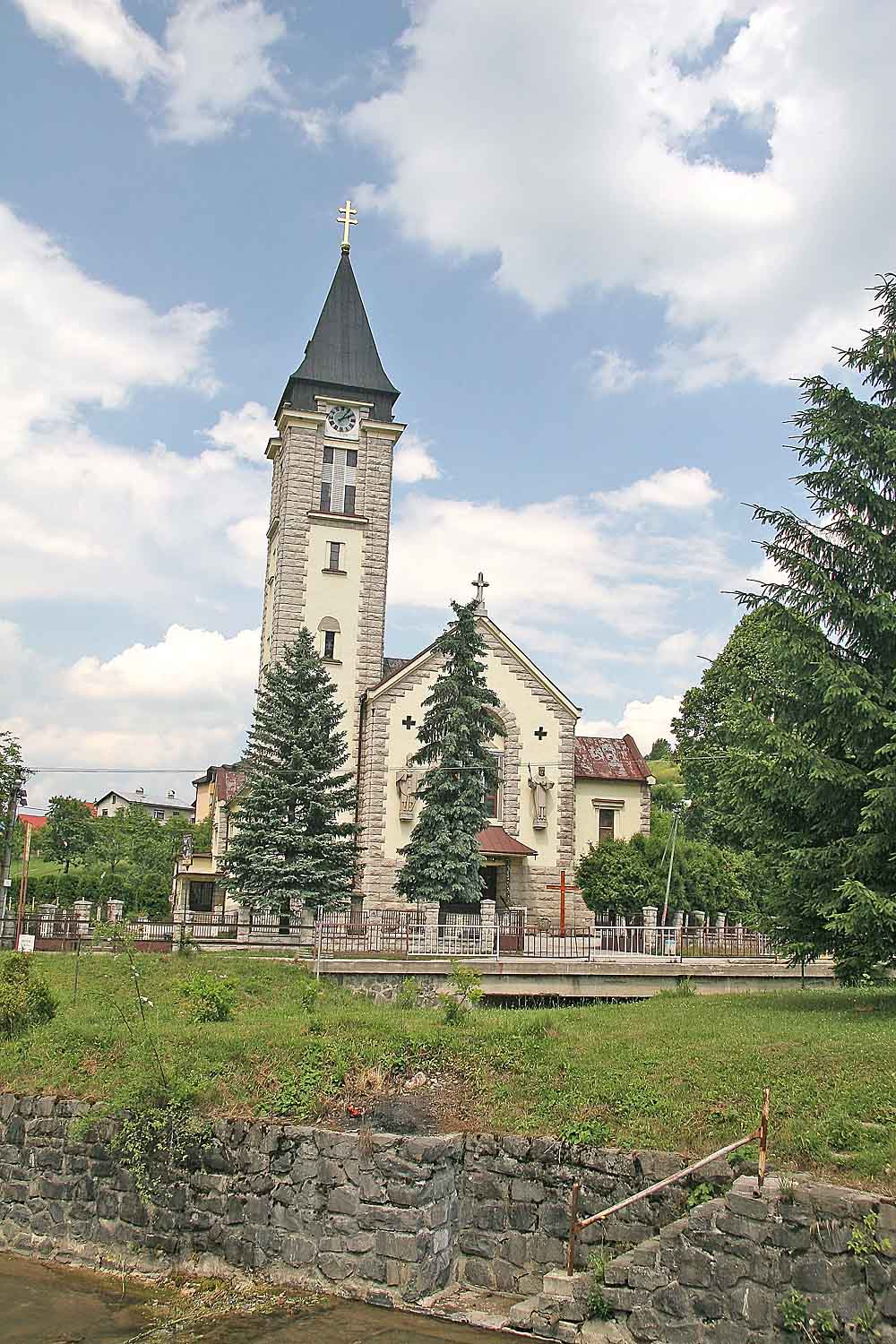
A terhelyi Szent Cirill és Metód templom

A zsolnai kulturális nyár minden év júniusától augusztusáig tart, amely keretében koncerteket, filmvetítéseket, kiállításokat és más kulturális eseményeket rendeznek. Ennek keretében rendezik meg Terhelyen a Cirill és Metód napokat és a Juraj Jánošík napokat, amelyeken 70 ezer érdeklődő jelenik meg. A szentivánéji nemzetközi színházi fesztivált 2005 óta rendezik meg júniusban. A rendezvény célja az utcára vinni a színházat, aminek keretében gyermekszínészek is játszanak.
A Középkori nap rendezvényt minden év augusztusában rendezik meg a Mária téren, amely egy középkori település világát idézi. A nap folyamán az érdeklődök megnézhetik, hogyan zajlott a középkori embernek egy napja, mit láthatott az akkori ember (kovácsolás, kenyérsütés), de középkori fegyvereket is bemutatnak a szervezők. Az egészség napok célja, hogy az emberek életvitele egészséges legyen. A látogatók orvosi vizsgálatokon eshetnek át, vérnyomást, vércukrot, testindexet és koleszterint mérnek.
Az „észak–dél elleni” sportrendezvényt az Andrej Glinka téren rendezik meg. Ez egy labdarúgó-rendezvény, amelyet 40×20 méteres pályán bonyolítanak le. A meccsek 30 percesek és 500 fő vesz rész rajta. A rendezvényt az MSK Zsolna szervezi, és iskolák, cégek is részt vesznek.
Télapó karácsony előtt jön, ennek tiszteletére minden év december végén karácsonyi vásárt tartanak a két fő téren. A szilvesztert a város az Andrej Glinka téren rendezi meg, amelyen szlovák művészek lépnek fel.
Ezeken kívül több kisebb rendezvény is van még, például a Bábszínház Fesztivál júniusban, a Nemzetközi Animációs Fesztivál júliusban.

## A város környéke
A város környékén számos vár található. A turisták sokszor felkeresik az apró hegyi falvakat és a gyógyfürdőket.

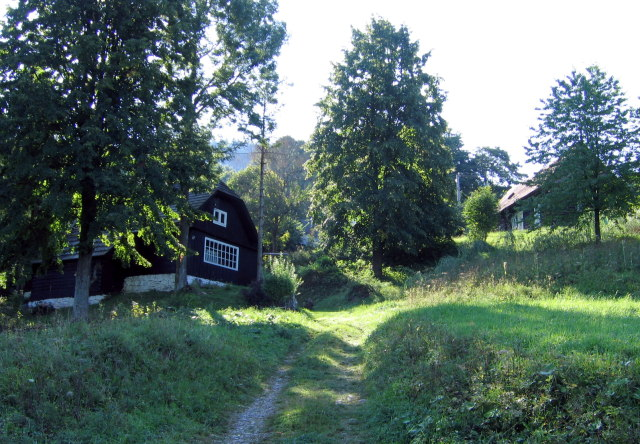
Juraj Jánošík szülőháza

A Rajcsanka-völgyben, a várostól délre 15 km-re található Rajecfürdő, az ismert fürdőváros. Forrásából 38 °C-os víz tör a felszínre, amelyet 1378 óta használnak gyógyászati célokra.
A városnak volt egy vára, amit a 12. században építettek és a 17. században megsemmisítettek. A város főterén található a Szent László-templom, előtte áll a városháza, amelyben a helyi múzeum működik egy néprajzi és egy biológiai kiállítással.
Frivaldnádason található a „Szlovák Betlehem”, amely fából készült, 2,5 m hosszú, 8,5 méter széles és 3 méter magas. Csicsmány a népi építészetéről ismert, ennek legnagyobb emléke az 1977-ben épített tájház. A Vág-völgyben, a Kis-Fátra lábánál található Terhely falu, 25 km-re Zsolnától keletre. A faluban született a 18. században a szlovák „Robin Hood”, Juraj Jánošík.
A Vág felett elhelyezkedő várnai és sztrecsényi várakat a kereskedelmi utak miatt emelték, hogy ellenőrizhessék azokat. 14 kilométerre Ricsóváralja városától, a gáttól nem messze találhatók Ricsó vár romjai, amelyet 1208-ban említenek először, mint a nyitrai püspök egyik birtoka. A Vág és a Rajcsanka folyók között található a szulyói és a zsolnalitvai vár.
Délkeletre a Zsolnai-medencétől található a Kis-Fátra, a hegyek között egy 400 kilométeres ösvény fut végig. A hegység északi részén alakították ki 1988-ban a Kis-Fátra Nemzeti Parkot, mellette található a terhelyi síközpont.

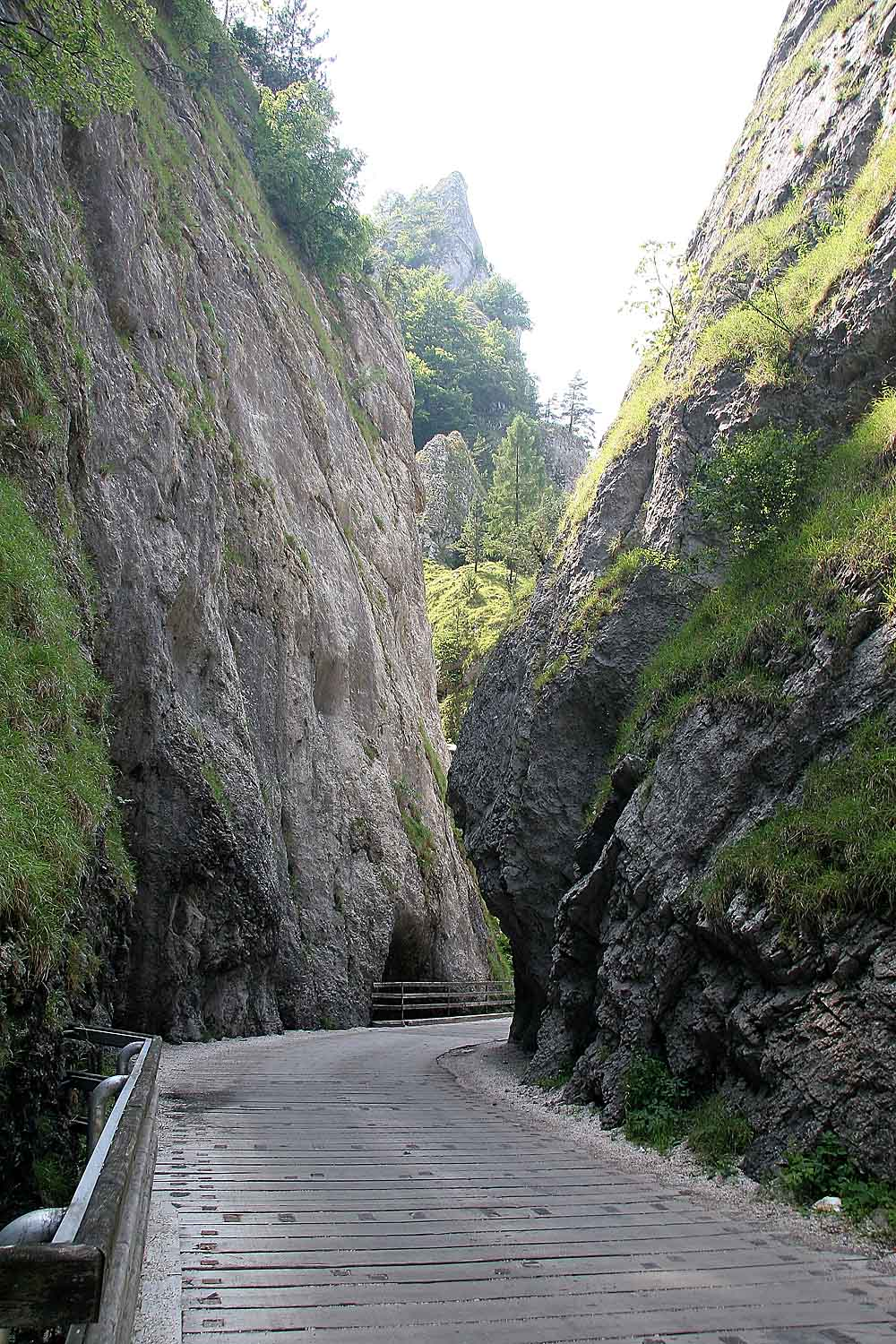
Manini út

Délnyugatra Zsolnától, a Rajcsanka és a Vág folyók között található a Sztrázsó- és a Szulyó-hegység. Az első 1000 méter fölötti hegy, míg a második ez alatti. Mindkét hegy része egy természetvédelmi területnek, ahol különböző kőformák maradtak fent, mint például a gótikus kapu. A Szulyói-hegységben található Szlovákia legnagyobb orchidea élőhelye.
Zsolnát északról ill. északnyugatról a Jávorniky hegy határolja, míg északkeletről a Kiszuca. A Jávorniky átnyúlik Csehországba is. Állatvilágára jellemző a farkas, hiúz és a barna medve is.
A Kis-Fátra Nemzeti Park (Národný park Malá Fatra) Zsolnától északnyugatra található és 40 különböző értéket őriz. 1967-ben védett területté nyilvánították, majd 1988-ban lett nemzeti park. A nemzeti park területe 226,3 km². A parkban 1141 fűféle él, amelyek közül 92 moha, 111 zuzmó és 7 gombafaj, továbbá 973 erdei növény, amelyek közül 22 nyugat-kárpátoki és 14 kárpátoki endemikus, 15 kárpátoki szubendemikus és egy helyi endemikus élőlény.
A járásban további két természetvédelmi terület található. A Sztrázsói-hegység Természetvédelmi Területet (Chránená krajinná oblasť Strážovské vrchy) a Szulyói- és a Sztrázsói-hegységben alakították ki 1989-ben, és 30 979 hektáron terül el. A területen 12 védett értéket találunk. A Kiszucai Természetvédelmi Terület (Chránená krajinná oblasť Kysuce) a Jávorniky és a Kiszuca-hegység területén található, és 1984-ben alapították. A természetvédelmi terület 65 462 hektáron fekszik, ahol 22 természetvédelmi értéket találhatunk.

## Oktatás
Az oktatás Zsolnán 1542-ben vette kezdetét, amikor a Protestáns Gimnázium megkezdte működését. 1691-ben a jezsuiták is nyitottak a városban iskolát. A 21. században magán- és állami iskolák is működnek.

### Általános iskolák

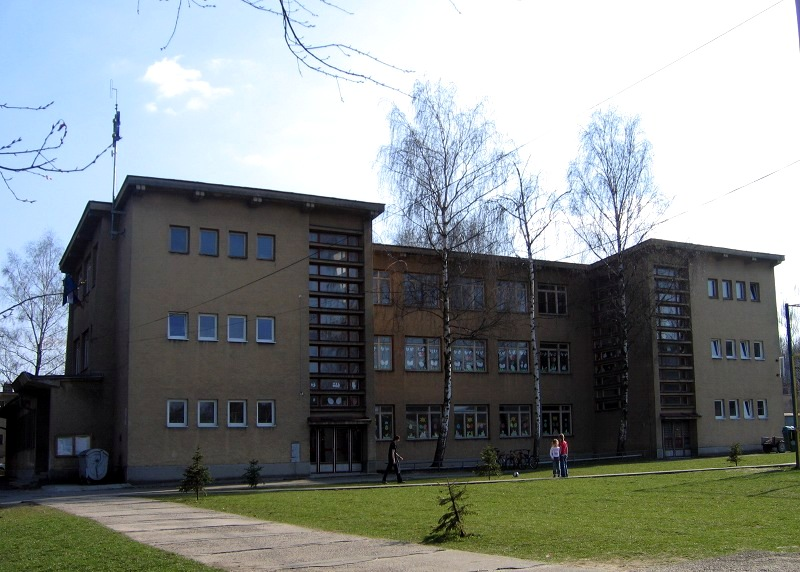
Závodieban található általános iskola

Zsolnán 18 állami, egy magán, három egyházi és három művészeti általános iskola működik, kb. 7500 diákkal. A művészeti iskolák közül a Ladislav Árvay Iskolának van legrégibb történelme, amely 1927-ben kezdődött, és ma Szlovákiában az egyik legnagyobb ilyen intézmény. Tánc- és zeneoktatással foglalkoznak.

### Középiskolák
Zsolna, mint oktatási központ nyolc gimnáziummal rendelkezik, ahova 3500 diák jár, ezen kívül tíz szakközépiskolája is van, 3700 diákkal, és 9 szakiskolája 4900 diákkal.
A középiskolákon kívül a városban működik egy konzervatórium is, amely az egyik legnagyobb az országban, saját kórusa, zenekara és más zenei csoportja van. Ezeken kívül két magániskola is működik, ahol a szlovák mellett spanyolul és franciául is tanítanak. Működik egy egyházi iskola is, az Assisi Szent Ferenc Gimnázium.

### Egyetem
Zsolna egyetemén hét kar működik:

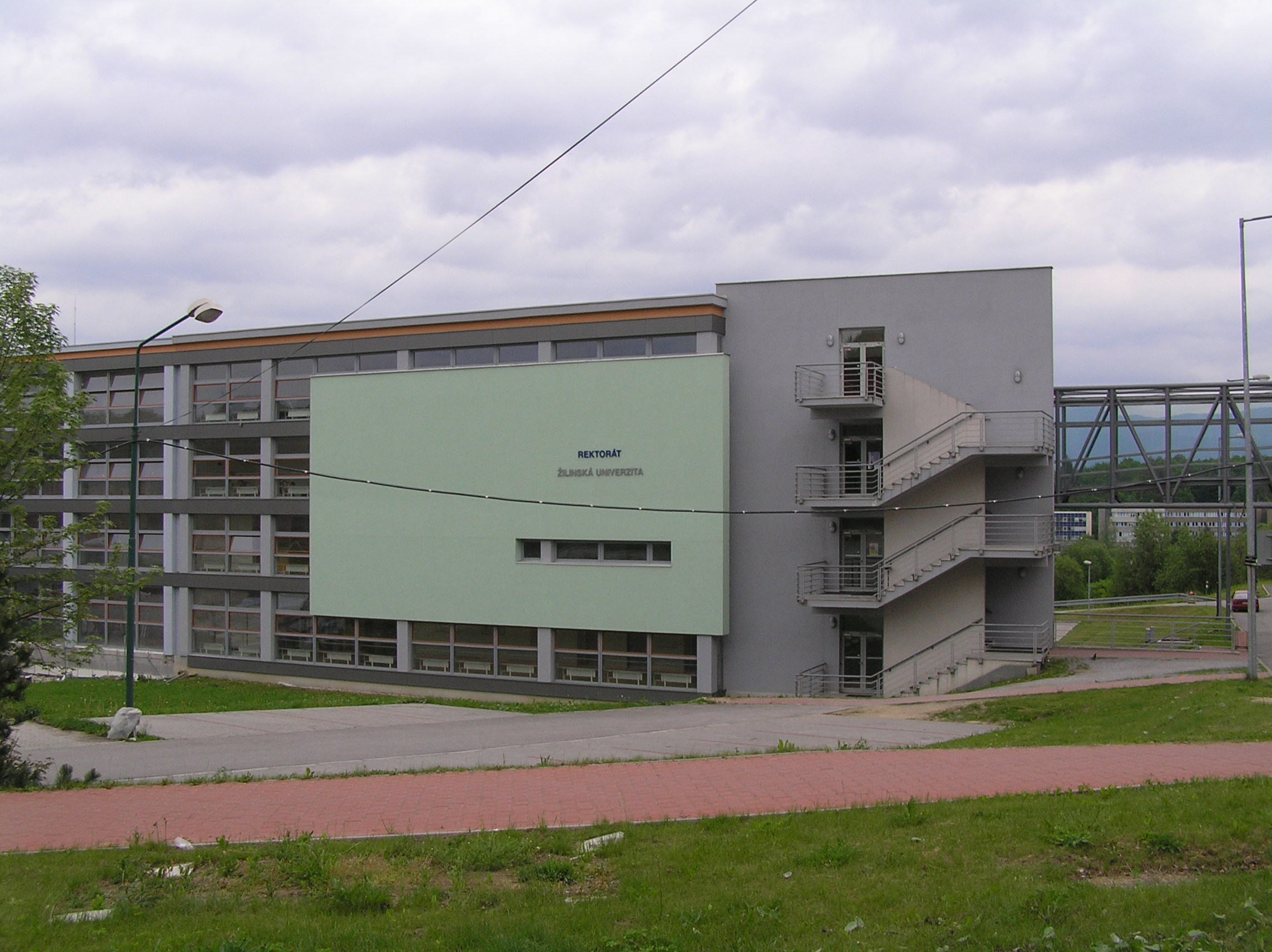
Az egyetem Rektorháza

1. A gazdaság, a szállítás közgazdasága és a kommunikáció kara (Prevádzky a ekonomiky dopravy a spojov)
2. Gépész kar (Strojnícka)
3. Elektrotechnika kar (Elektrotechnická)
4. Építészet kar (Stavebná)
5. Menedzsment és Informatika kar (Riadenia a informatiky)
6. Természettudományi kar (Prírodných vied)
7. Speciális Mérnöki kar (Špeciálneho inžinierstva)

Három intézet működik az egyetem keretében:
1. Testnevelési Intézet (Ústav telesnej výchovy)
2. Törvényszéki Orvostudomány Intézet (Ústav celoživotného vzdelávania)
3. Számítástechnikai Intézet (Ústav informačných a komunikačných technológií)

Az egyetem 1450 főt foglalkoztat, amelyekből a tanárok száma:
- 69 rendes tanár
- 154 külső tanár
- 398 asszisztens

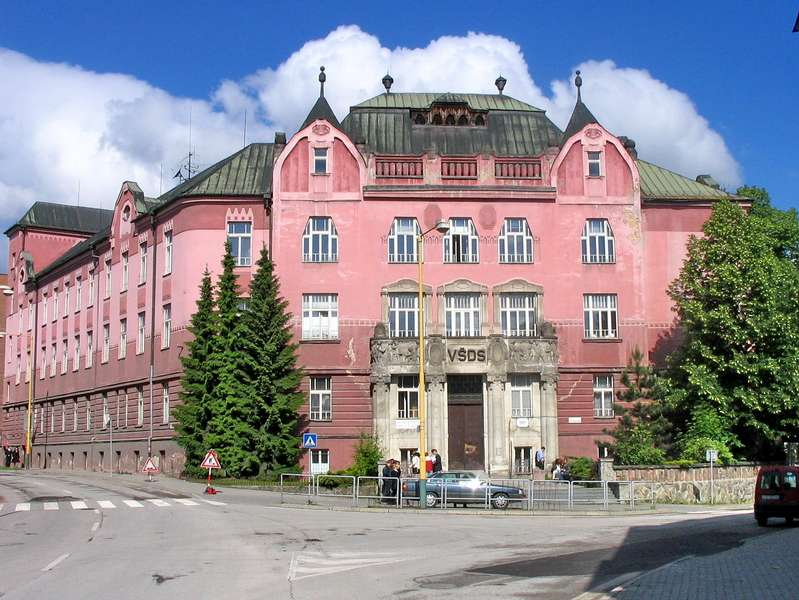
Egyetemi kiadóintézet

Az egyetemet, mint Vasúti Főiskolát (Vysoká škola železničná) alapították 1953. október 10-én Prágában. 1959-ben átkeresztelték Szállítási Főiskolává (Vysoká škola dopravná). 1960. szeptember 6-án a főiskola Zsolnára költözött, majd 1980-ban a fejlesztések miatt átkeresztelték Szállítási és Kommunikációs Főiskolának (Vysoká škola dopravy a spojov). 1989-ben átszervezték az egyetemet, és 1996-ban kapta mai nevét: Zsolnai Egyetem (Žilinská univerzita). Az egyetemre kb. 33 ezer hallgató jár, akik közül 1130 külföldi.

## Média
A Rádio Zet magánrádió, egész nap szolgáltat műsort. A regionális rádió a 94,5 MHz-en sugároz 2002. augusztus 12-e óta. A Rádio Frontinus a másik regionális rádió, amely 1993. november 23-án indult.
A TV Patriot a város televíziója, amely műholdas sugárzású.
A Žilinský večerník egy heti újság, amely a régió újságja. Először 1991-ben adták ki, mára 27 ezres példányszámban nyomtatják, és a régió legolvasottabb újságja, a régió híreiről tudósít. A Žilinské noviny című hetilap szintén regionális újság. A Petit Press bocsátja ki 13 ezer példányban, vasárnaponként.

## Sport

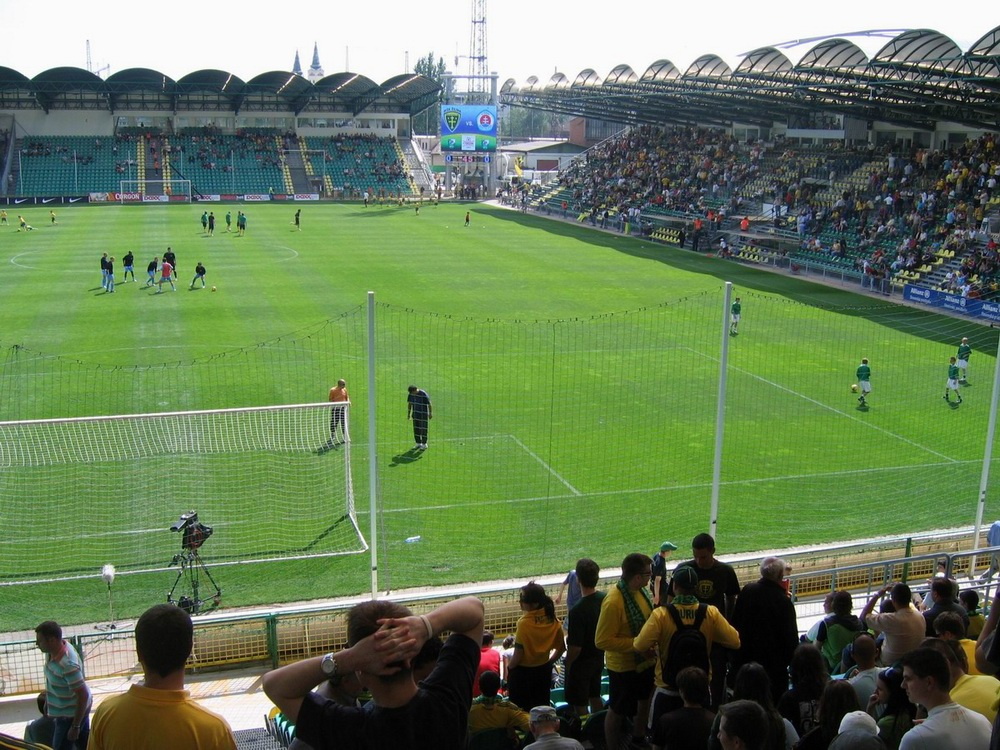
A Zsolna és a Slovan mérkőzése 2009. május 9-én.

Az MŠK Žilina labdarúgócsapatot 1908-ban alapította a Slovena textilüzem és a Vág Menti Vegyiüzem dolgozói, a hivatalos megalakulása a következő év június 20-án volt. A megalakuláskor Zsolnai Testgyakorlók Köre volt a neve, de története során a neve többször változott. A legnagyobb sikerét az 1961/62-es szezonban érte el, amikor a nemzetközi kupában a negyeddöntőig jutott el a csapat, míg a Közép-európai Kupán a döntőig jutottak el az 1973/74-es szezonban, ahol az FC Tatabánya volt az ellenfelük. A klub kétszer (1928-ban és 1929-ben) volt Szlovákia legjobb csapata, ugyanis 1925 és 1933 között külön ligát rendeztek Csehszlovákiában. A 21. században négy alkalommal voltak kupagyőztesek (2002, 2003, 2004 és 2007), ill. három alkalommal másodikok (2005, 2008 és 2009). A Szlovák Szuperkupát háromszor vihették haza (2003, 2004 és 2007), amivel a ŠK Slovan Bratislava után a második legsikeresebb csapatnak mondhatja magát.

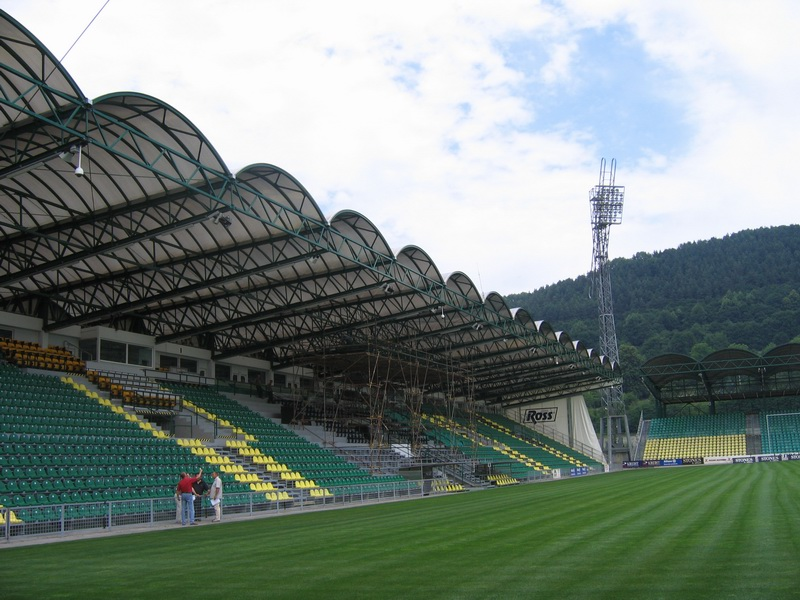
Dubnai stadion

A MŠK Žilina csapata a Dubnai stadionban edz, amelynek felújítása 2006 óta folyik. A munkálatokat várhatóan 2011-ben fejezik be. A stadiont 1941-ben építették, és azóta a csapat stadionja. A legtöbben az 1953-as FK Gyinamo Moszkva elleni meccs alkalmából ültek a lelátókon, kb. 25 ezren. A 21. században azonban csak 7781 férőhelyes a létesítmény.
A labdarúgó-stadion lelátójától nyugatra található a jégcsarnok, amelyet 1945-ben építettek. 2006–2007-ben renoválták, bővítették, így 6328 ülőhely fogadja a szurkolókat. Ebben a csarnokban tartja az edzéseket az 1925-ben alapított MsHK Žilina jéghokicsapat. Ez a csapat a Szlovák Szuperkupában versenyez, és a 2005/2006-os szezonban el is vitte a kupát. A legjobb nemzetközi sikere a Super Six európai kupában volt, ahol negyedikek lettek.

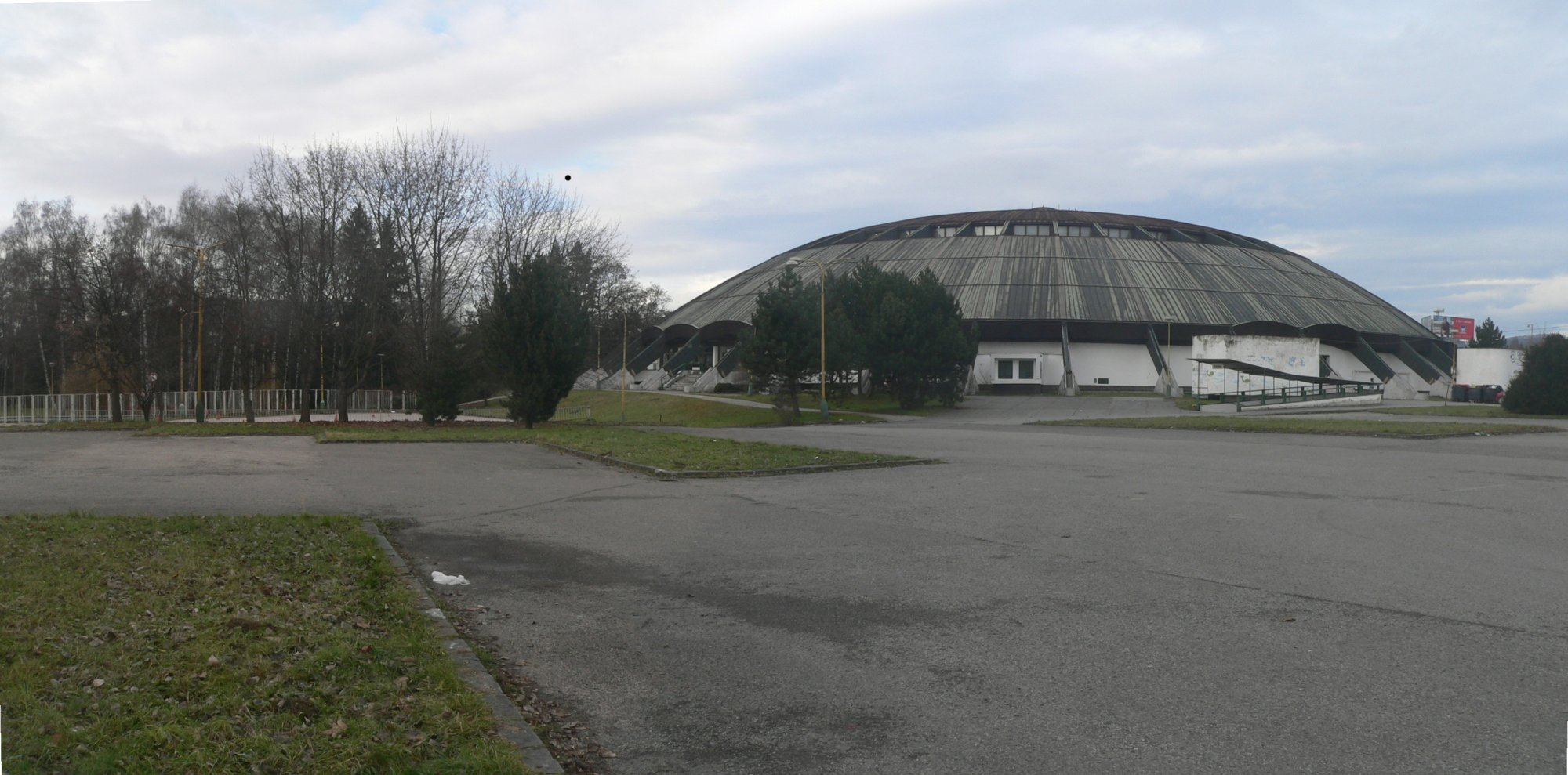
Sportcsarnok

A városközponttól délre található a városi uszoda. 1959-ben kezdték építeni, és négy évig építették. Ez volt az első 50 méteres, olimpiai medence az országban. 1991 és 1996 között felújították. Az uszoda egy 50 méteres fedett medencéből áll, és két nyitott medence is található. 3000 látogatót képes befogadni a létesítmény.
Az uszoda előtt található egy futópálya, amelyet 1986-ban építettek. A létesítményt azonban nem csak sportolásra használják, hanem zenei és egyéb rendezvényeket is tartanak itt. Az aktív területe 4500 m², ehhez jön a 2000 ülőhely és az 1200 állóhely a lelátókon, de ki tudják bővíteni 6000 férőhelyre is.
Ezeken a klubokon kívül több sportegyesület is van, amelyekben kosaraznak, lovagolnak, golfoznak, teniszeznek, eveznek, sziklát másznak. A téli sportokat is szívesen űzik a városban.

## Testvértelepülések
Zsolnának 17 testvértelepülése van.:
| - Bielsko-Biała, Lengyelország - Blagoevgrad, Bulgária - Hrodna, Fehéroroszország - Dnyipro, Ukrajna - Essen, Belgium - Nagykikinda, Szerbia | - Koper, Szlovénia - Corby, Egyesült Királyság - Cotonou, Benin - Nanterre (Párizs városrésze), Franciaország - Plzeň, Csehország - Prága 15. kerülete, Csehország | - Ferrara, Olaszország - Frýdek-Místek, Csehország - Haniá, Görögország - Csangcsun, Kína - Czechowice-Dziedzice, Lengyelország - Burgasz, Bulgária |

## A város szülöttei
- Dubovszki Márton (?-1722) tanár
- Itt született 1796-ban Ottmayer Antal jogi doktor, egyetemi tanár
- Victor Tausk (1879) pszichoanalitikus, Freud munkatársa
- Schustek Adolf (1881) közgazdasági szakíró, szakszótár szerkesztő
- Ján Lenčo (1933) író
- Július Bartl (1937-2022) szlovák történész, levéltáros.
- Dušan Grúň (1942) énekes
- Ivan Vojnár (1942) fényképész, rendező
- Ľubo Gregor (1943) színész
- Ivan Zvarík (1947) operaénekes
- Robert Brun (1948) festő, grafikus
- Stanislav Griga (1961) labdarúgó, edző
- Martin Šulík (1962. október 20.) filmrendező
- Karol Križan (1980) jégkorongozó
- Anton Bielek író
- Ľubomír Feldek regényíró, drámaíró és fordító
- Anton Gymerský színész
- Anton Hrnko történész, politikus
- Ivan Krajíček énekes
- Štefan Králik dramaturg
- Eliáš Ladiver filozófus
- Miroslav Marcelli filozófus, pedagógus
- prof. RNDr. Václav Medek matematikus
- Marek Mintál labdarúgó
- Ronald Petrovický jégkorongozó
- Anna Šišková színésznő
- prof. RNDr. Juraj Slabeycius; PhD., fizikus
- Ján Frátrik író
- Felicides Jónás
- Peter Sagan profi kerékpáros

### Híres emberek
- Itt hunyt el Banovszky György evangélikus lelkész, városbíró (?–1561)

## Fordítás
- Ez a szócikk részben vagy egészben  a(z)   Жилина című szerb Wikipédia-szócikk ezen változatának fordításán alapul.  Az eredeti cikk szerkesztőit annak laptörténete sorolja fel. Ez a jelzés csupán a megfogalmazás eredetét és a szerzői jogokat jelzi, nem szolgál a cikkben szereplő információk forrásmegjelöléseként.
- Ez a szócikk részben vagy egészben  a(z)   Žilina című szlovák Wikipédia-szócikk ezen változatának fordításán alapul.  Az eredeti cikk szerkesztőit annak laptörténete sorolja fel. Ez a jelzés csupán a megfogalmazás eredetét és a szerzői jogokat jelzi, nem szolgál a cikkben szereplő információk forrásmegjelöléseként.

### Weboldalak
- Photo gallery of Žilina
- Térkép Kalauz – Zsolna
- Zsolnai Polgár Info – független hírportál
- Zsolna.lap.hu – linkgyűjtemény
- Zsolna fotók
- Zsolna fotók Archiválva 2010. március 7-i dátummal a Wayback Machine-ben
- A legdrágább autópálya
- A Pallas nagy lexikona cikke
- E-obce Archiválva 2024. február 29-i dátummal a Wayback Machine-ben
- Zsolna a térképen
- Alapinformációk